# Architecture ordonnancée

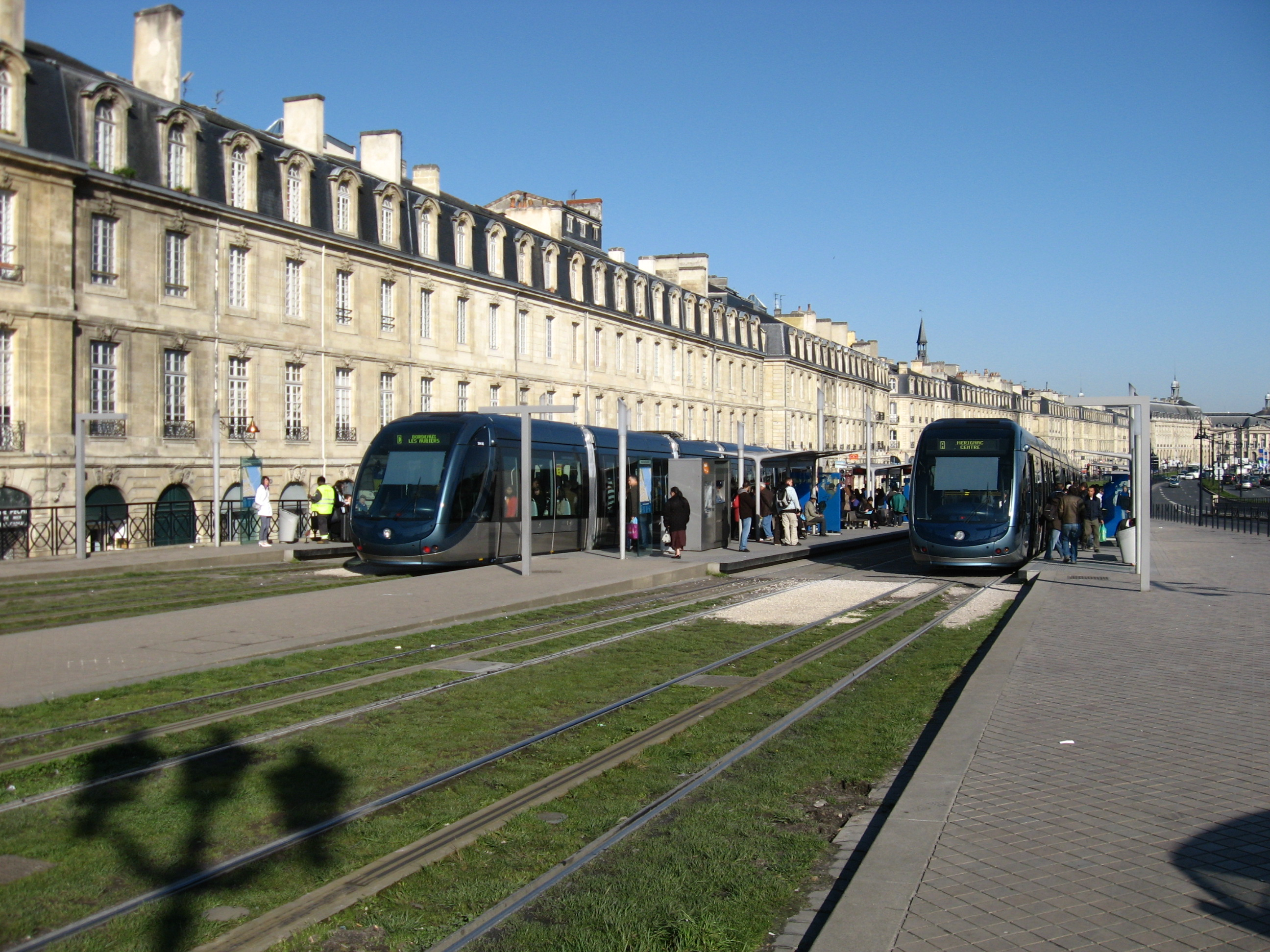
Façades ordonnancées du quai Richelieu à Bordeaux.

L'architecture ordonnancée est la disposition organisée et harmonieuse du front bâti d'une construction.
Elle est utilisée soit pour un édifice unique, dont la façade répond au principe de l'ordonnance, soit pour un ensemble de bâtiments, ayant plusieurs propriétaires différents, mais dont le dessin des façades est confié à un seul architecte (ou soumis à un code d'urbanisme), afin de préserver l'équilibre et l'harmonie générale. Dans ce cas qu'on appelle aussi « architecture à programme », l'intérieur des édifices est laissé libre de contraintes et peut être réalisé par des architectes ou maître d’œuvre différents.

## Origine du terme

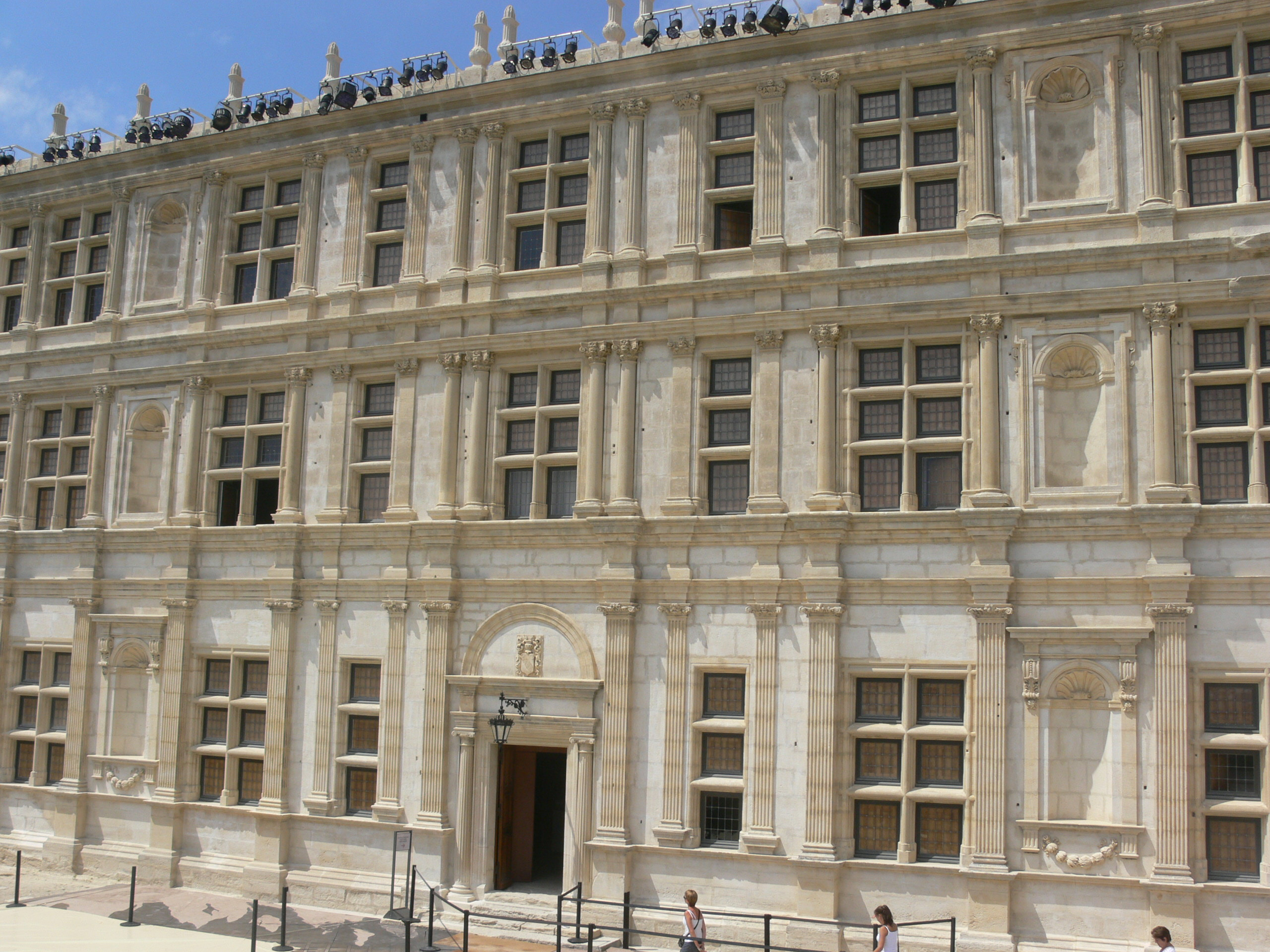
Ordonnance de la façade du château de Grignan.

En architecture, l'ordonnance, ou ordonnancement, désigne l'agencement régulier et harmonieux de l'extérieur d'une construction. Présent dès l'Antiquité grecque, sous le terme de taxis, elle fait partie des six principes fondamentaux de l'architecture selon Vitruve : ordonnance, disposition, eurythmie, proportion (symétrie), convenance (bienséance) et distribution.

## Historique

### Prémices dès le Moyen Âge
Des prémices d'architectures ordonnancées existent dès le Moyen Âge, avec notamment les places régulières des villes nouvelles et des bastides : places de Montauban (1144) ou de Monpazier  (1284). Certaines règles d'implantation très précises devaient être respectées comme l'alignement de la façade avant par rapport aux autres maisons, un étage en plus du rez-de-chaussée, et la présence d'un couvert des arcades, de façon à assurer une unité d’ensemble.

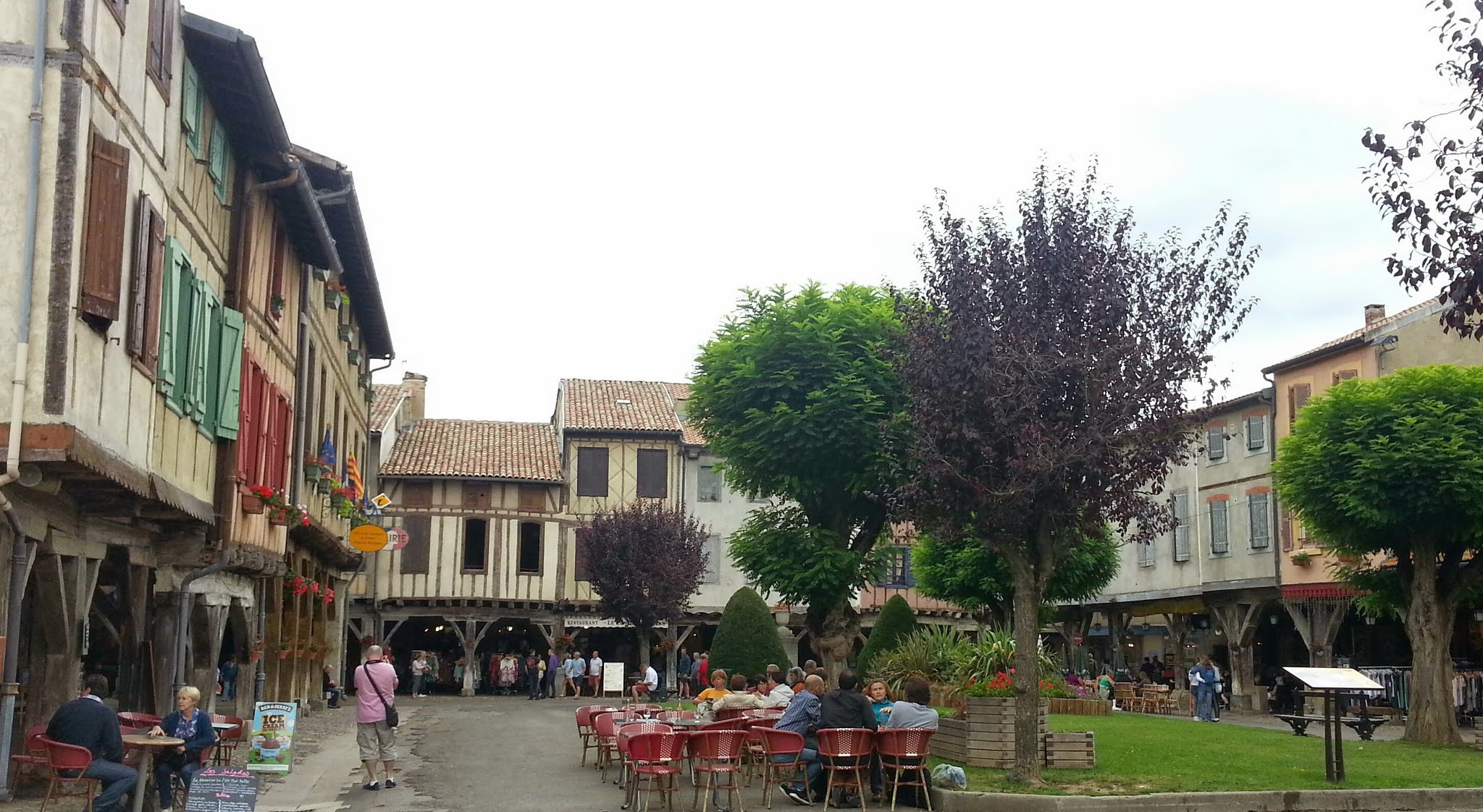
La place des couverts (aujourd'hui place du Maréchal Leclerc) de Mirepoix donne un aperçu de l'aspect initial de la place de Montauban de 1144, avant son remaniement au XVIIe siècle.
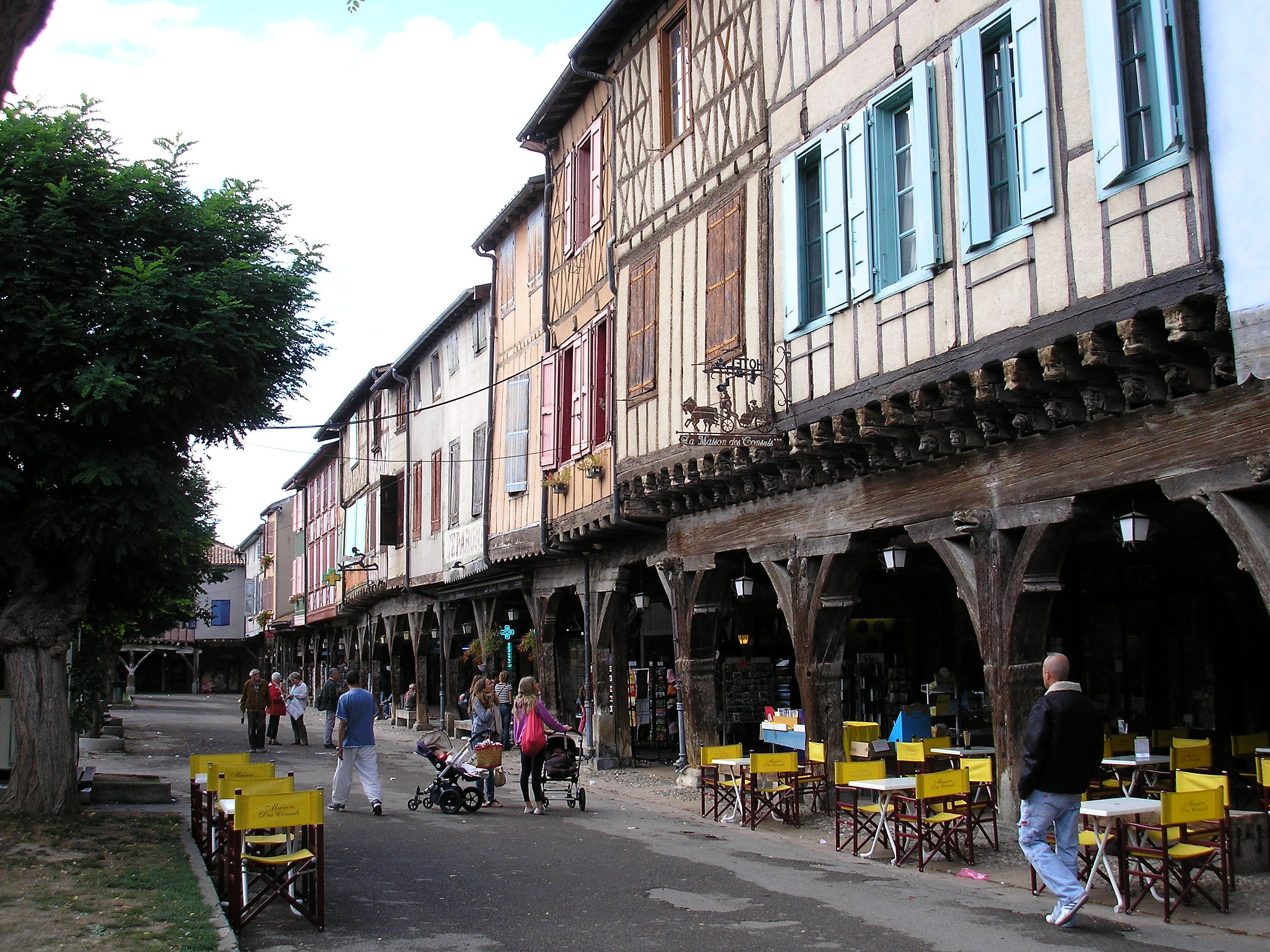
Place des couverts de Mirepoix.
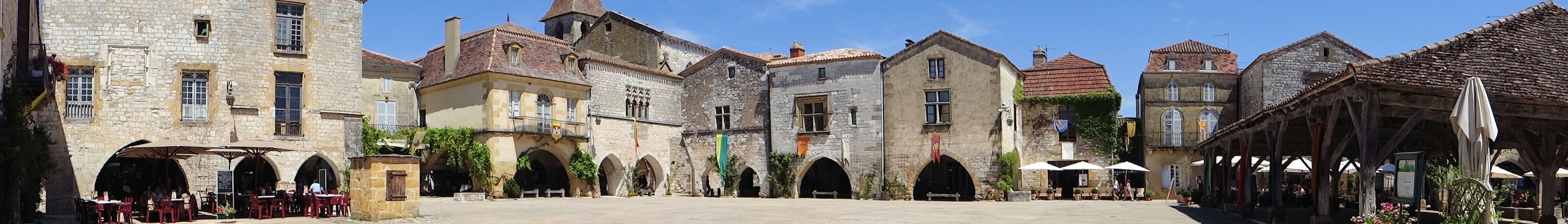
Place des Cornières à Monpazier.

### Les premières«places à programme»en Italie
Toutefois on ne parle pas encore de place à programme. Les premiers exemples en Europe viendront de l'Italie de la Renaissance à partir des XVe et XVIe siècles. La première place à programme étant la Piazza Ducale de Vigevano (1492), puis la Place Saint-Marc de Venise, dont l’ordonnancement de l'urbanisme est réalisé au XVIe siècle. La création de ces places ayant obéi à un programme déterminé et planifié pour obtenir une uniformité architecturale.

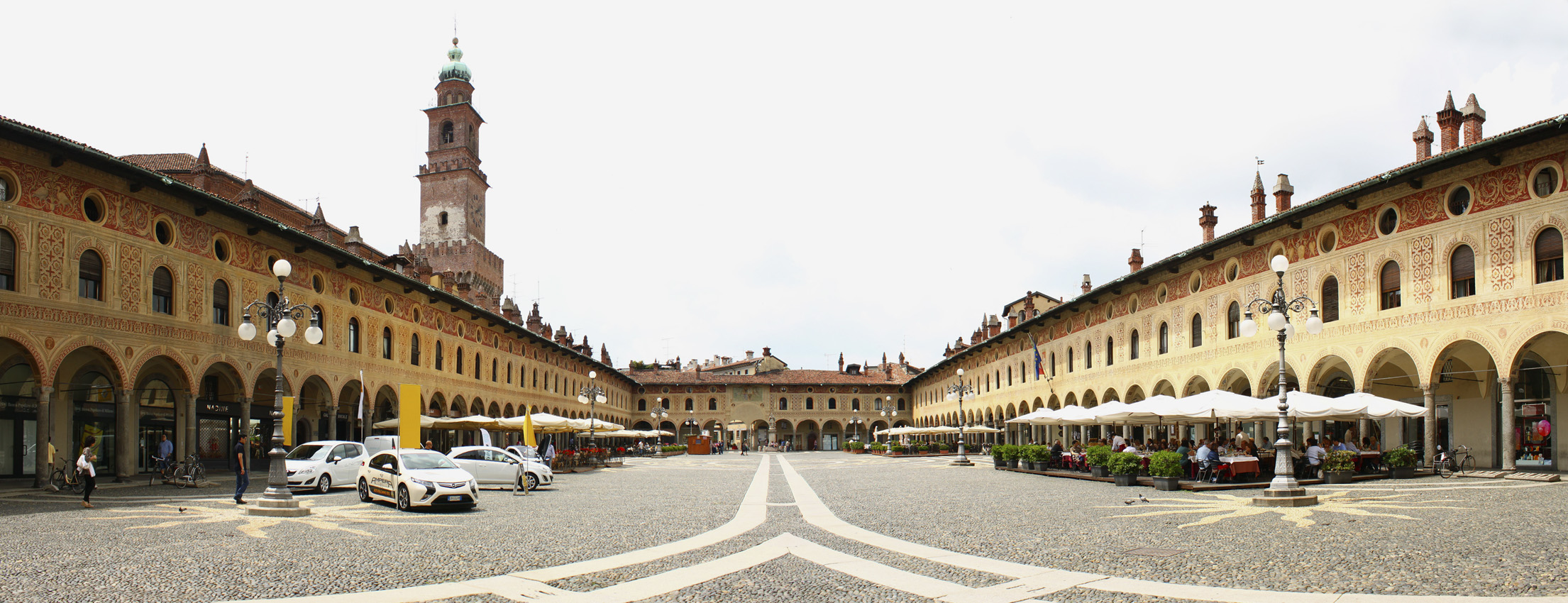
Piazza Ducale à Vigevano, première place à programme d'Italie.
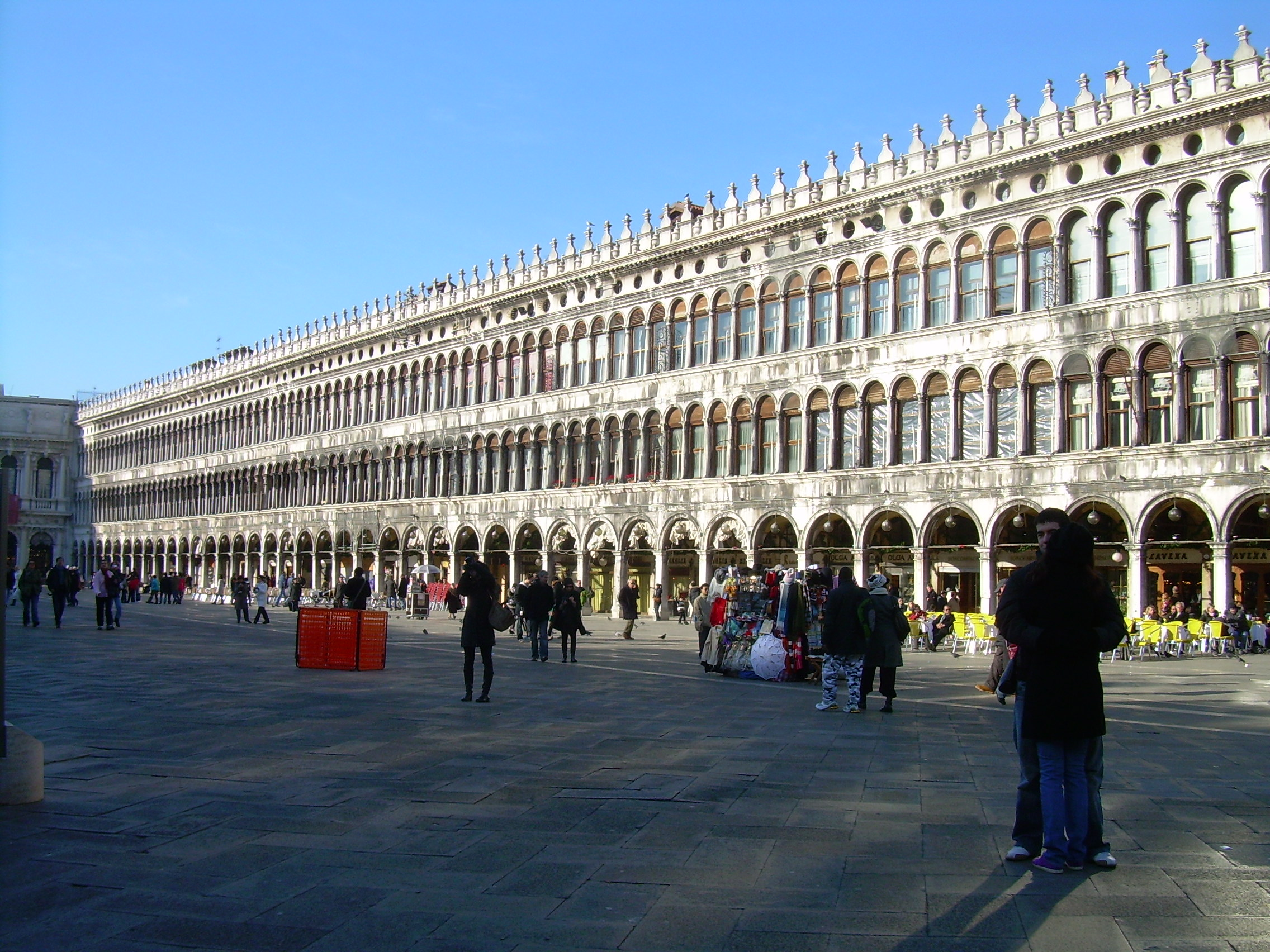
Place Saint-Marc à Venise.

### L'archétype des«places royales»françaises

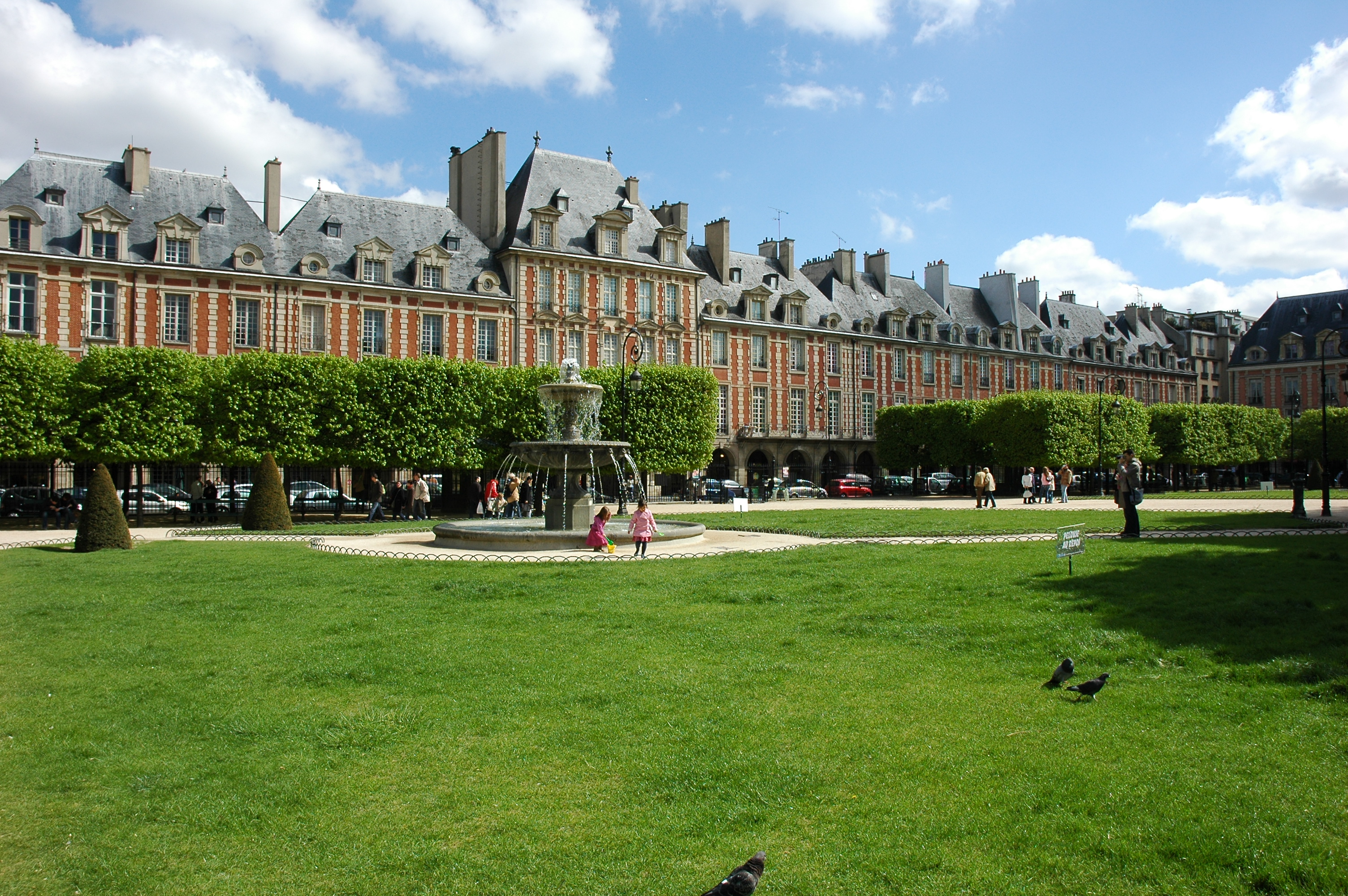
Place des Vosges, première place ordonnancée de Paris (1605-1615).

En France, ce procédé architectural et d'urbanisme s'est beaucoup développé à partir du XVIIe siècle, lors des grandes opérations d’embellissement des villes, au sortir de la période médiévale où les villes étaient enfermées dans leurs remparts. Un soin particulier est apporté à la symétrie et l'uniformité des façades. Les exemples les plus aboutis se retrouvent en particulier dans les "places Royales". Selon l'historien de l'art Pascal Piéra elles peuvent être décrites ainsi : « création française originale née de l'alliance d'une place ordonnancée et de la statue du souverain, la place royale est le plus souvent une place enclose dans un ensemble de maisons ou d'hôtels, tous identiques, dits à programme ».
On trouve des places royales dans de nombreuses villes de France, dont certaines ont depuis changé de nom : Paris (place des Vosges), Bordeaux (place de la Bourse), Toulouse (place du Capitole), Nantes, Nancy (place Stanislas), Reims, Caen (place de la République), Montauban (place Nationale), Dijon (place de la Libération), Rennes (place du Parlement-de-Bretagne)...

## Exemples en France

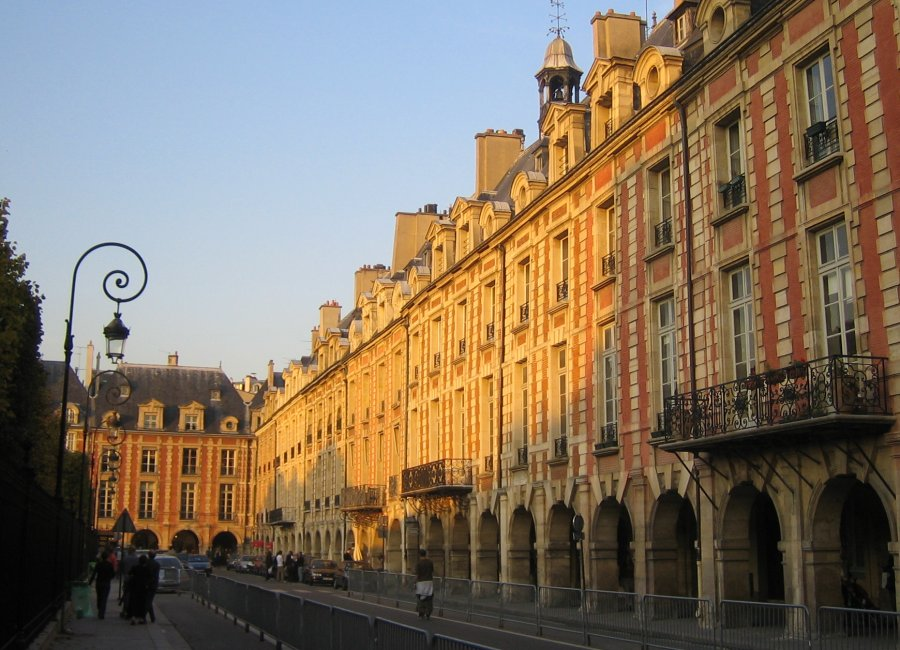
Place des Vosges (1605-1615) à Paris.
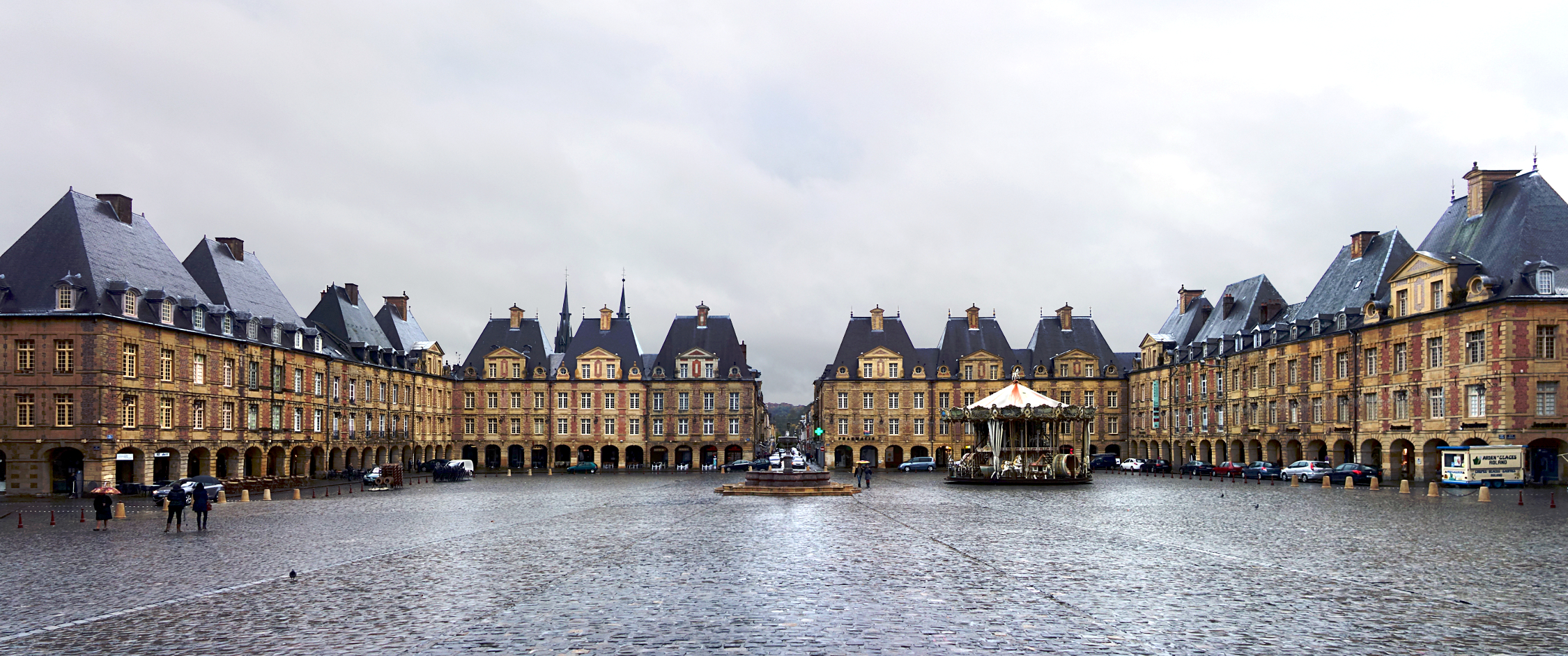
Place Ducale de Charleville-Mézières.
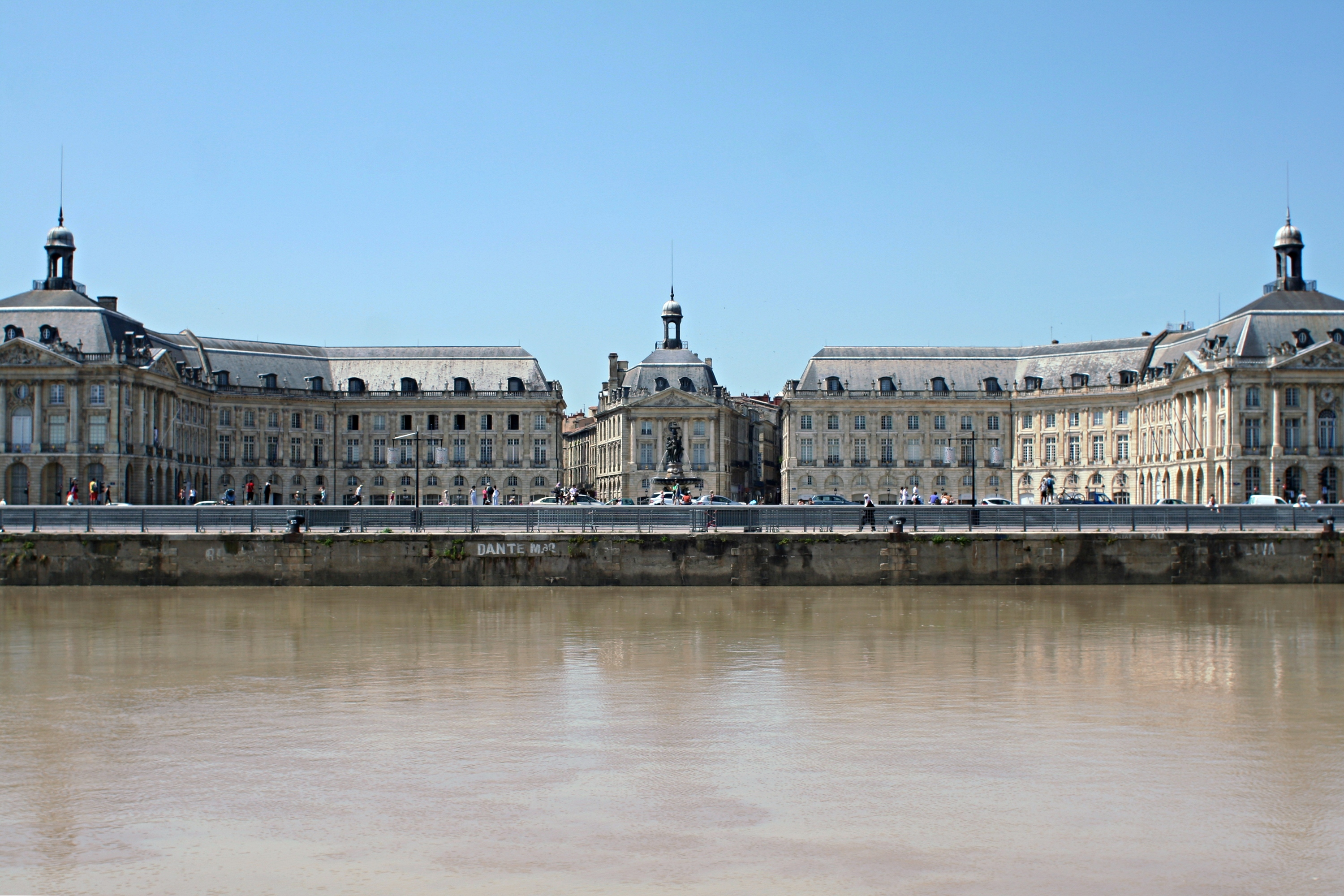
Place de la Bourse à Bordeaux (1730-1755), œuvre de Jacques Gabriel et son fils Ange-Jacques.
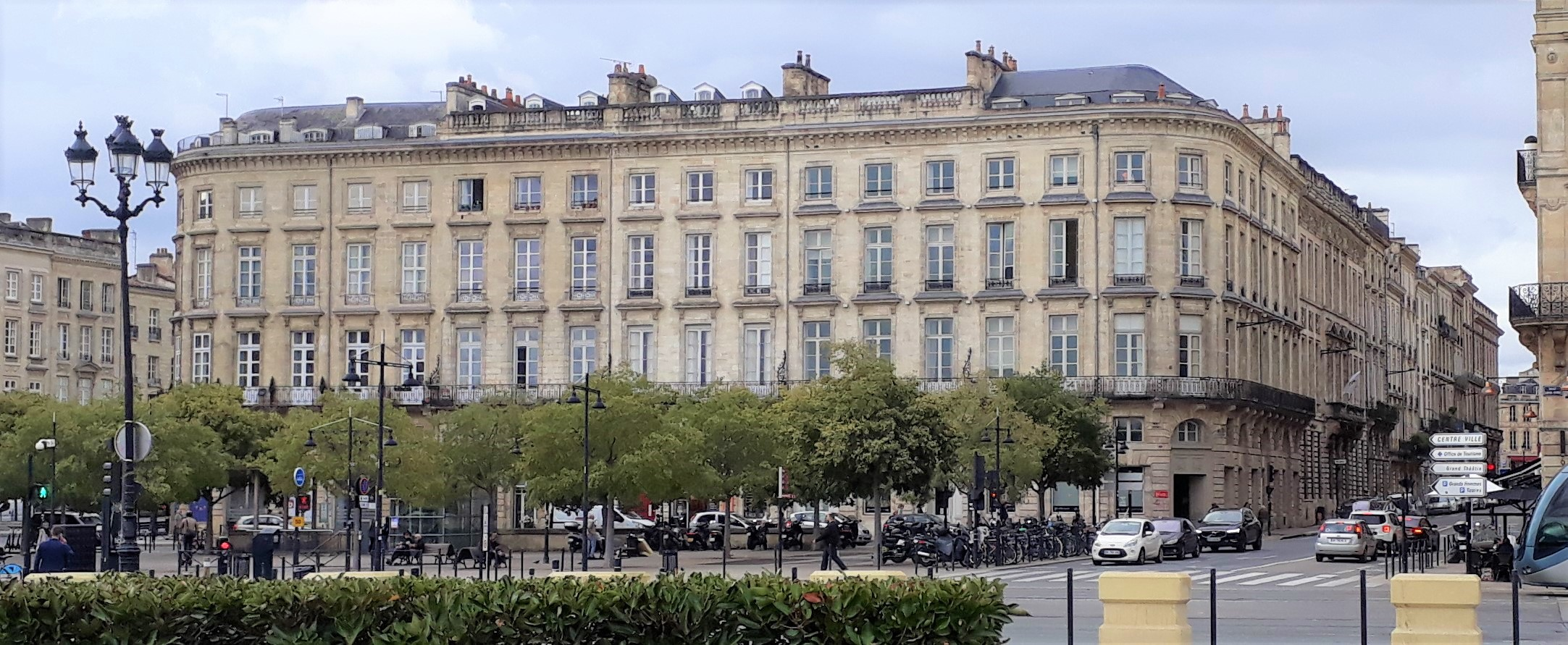
Façades ordonnancées dessinées par Victor Louis, sur la partie de l'îlot Louis orientée vers la Garonne, à Bordeaux.
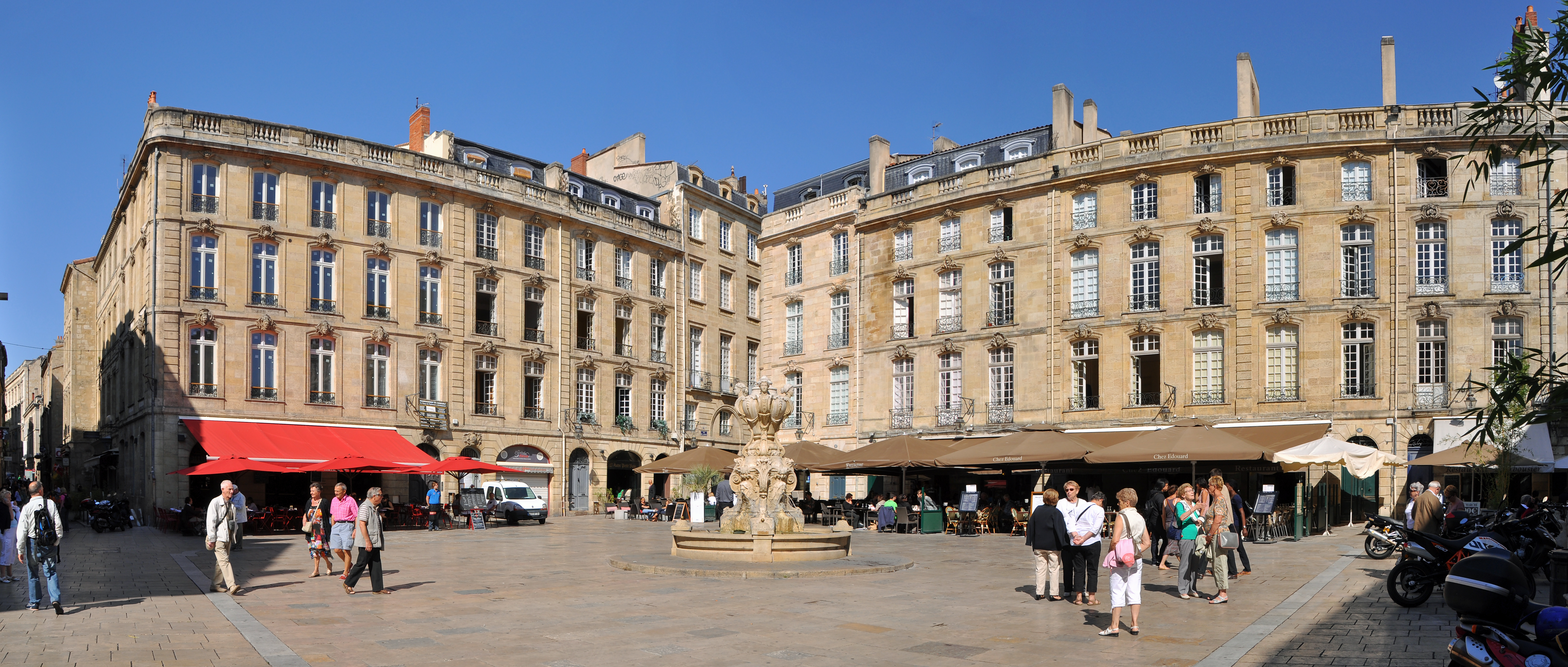
Place du Parlement à Bordeaux.
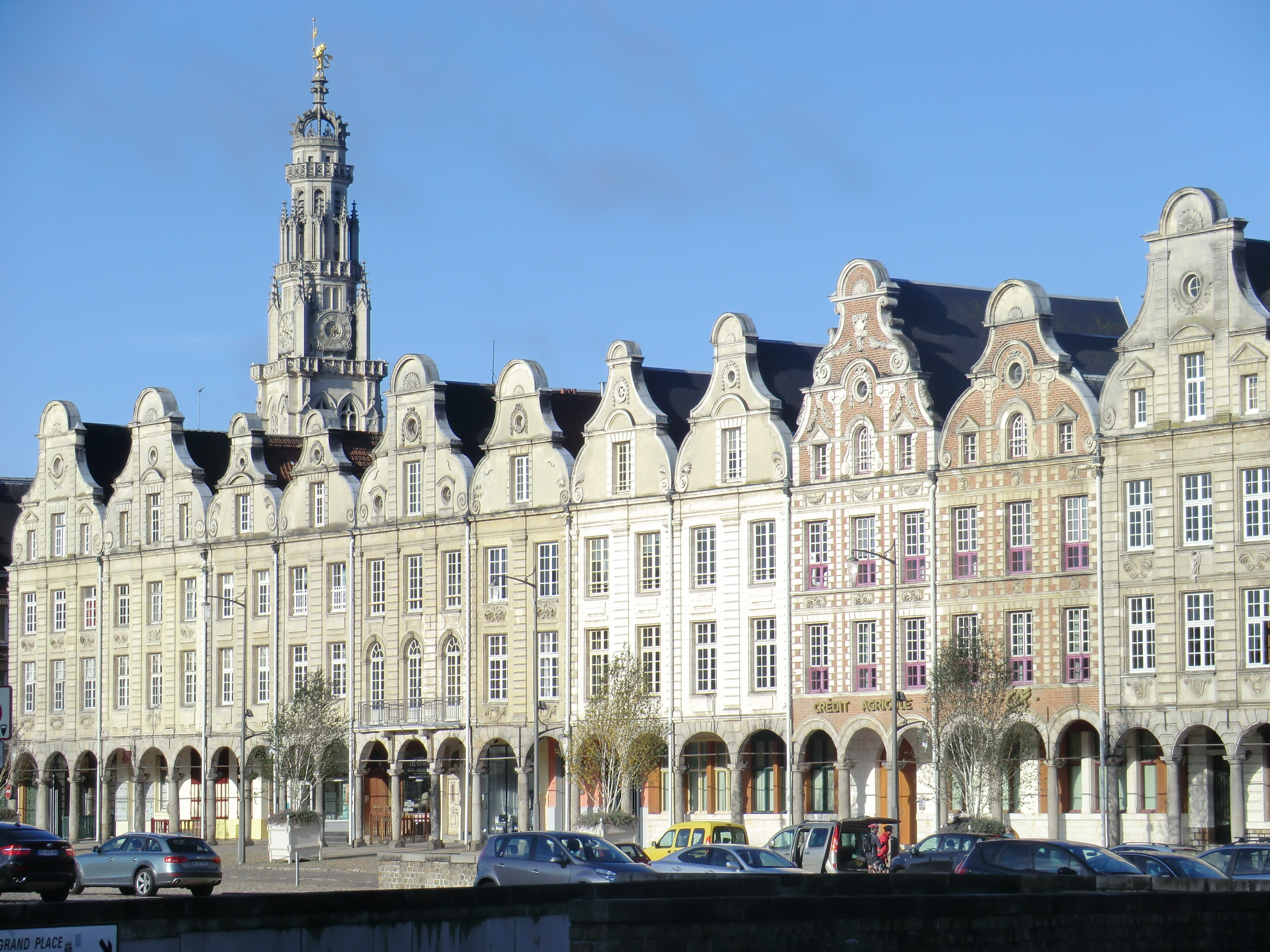
La Grand'Place d'Arras, avec des façades réalisées par des architectes différents, mais un code de l'urbanisme imposé.
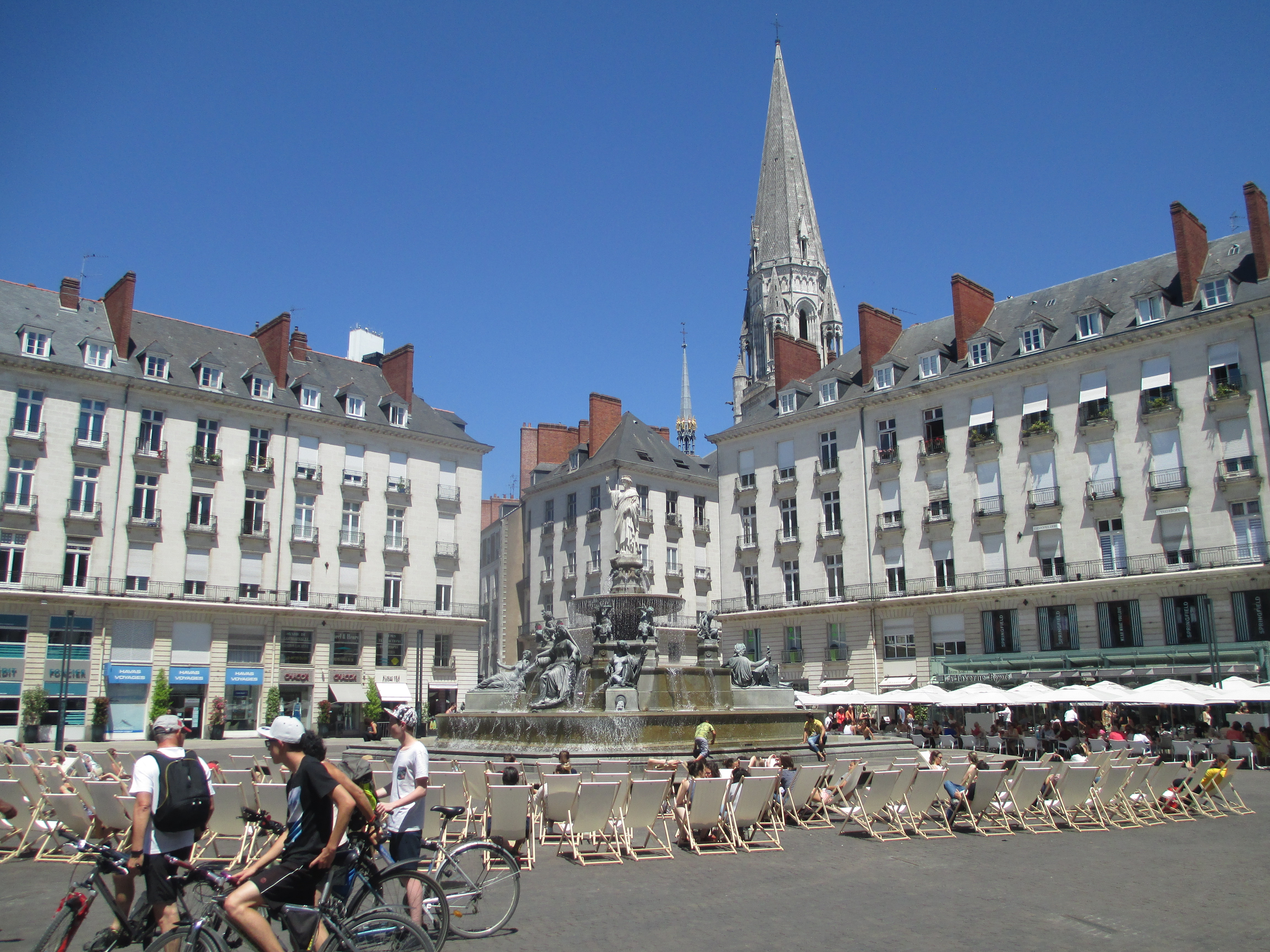
Place Royale à Nantes.
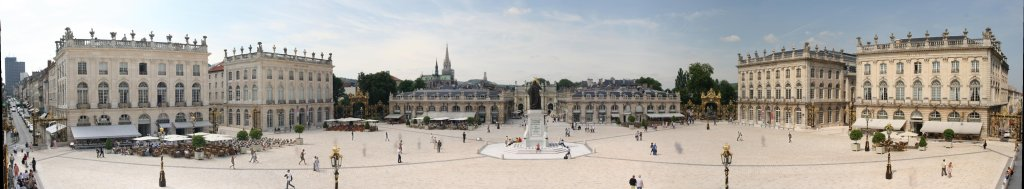
Place Stanislas à Nancy, dessiné par Emmanuel Héré.
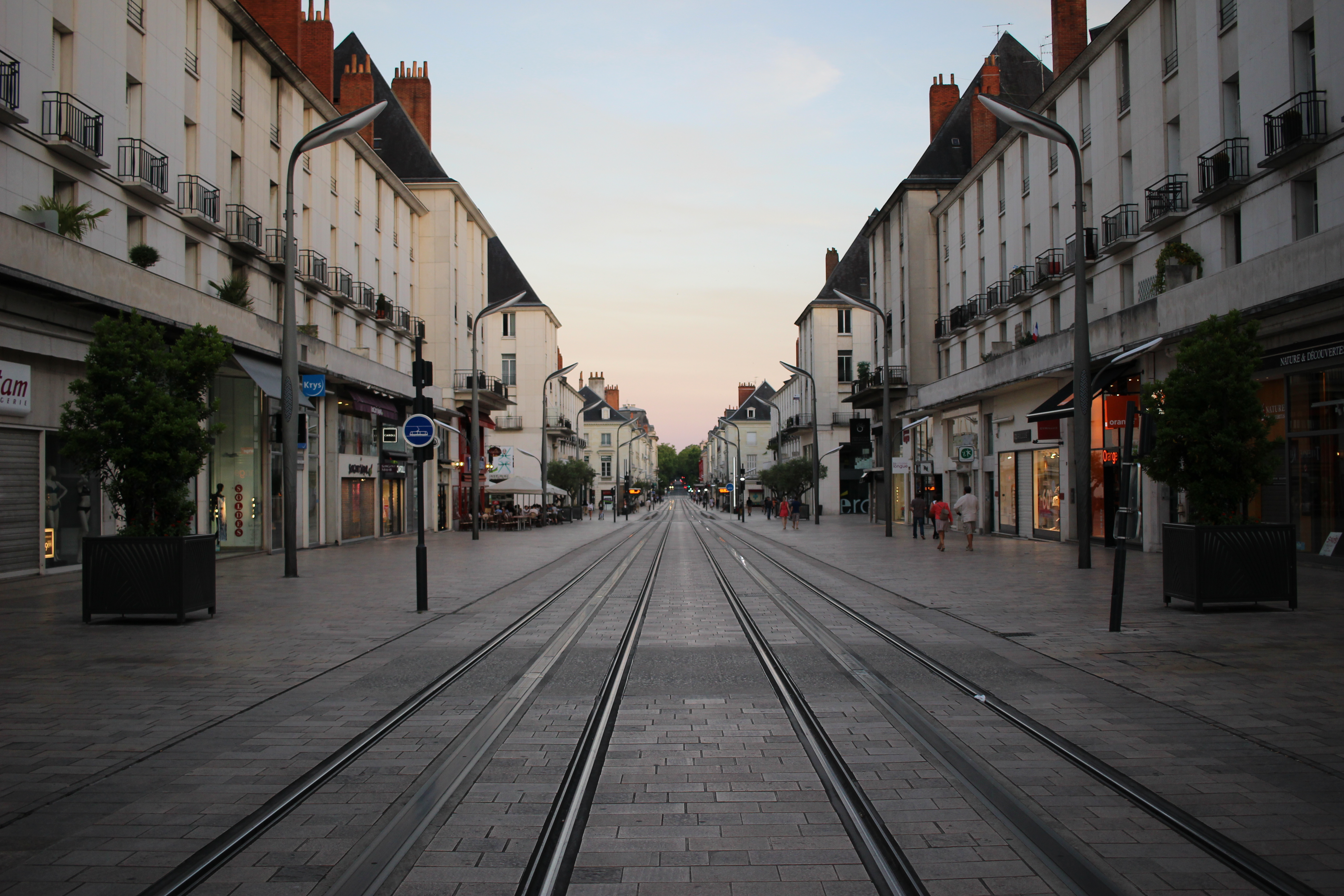
Rue Nationale à Tours.
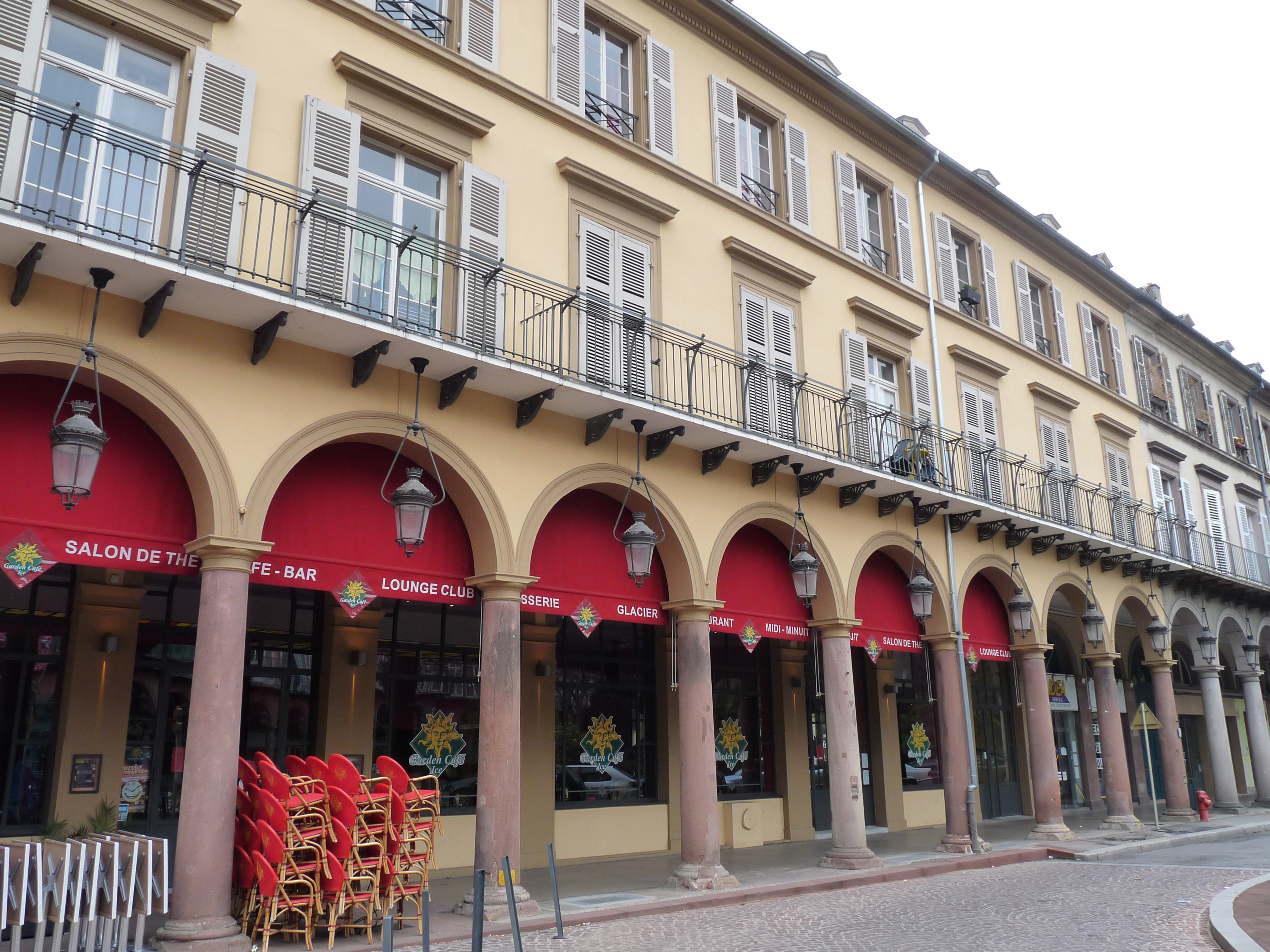
Avenue du Maréchal Joffre à Mulhouse.
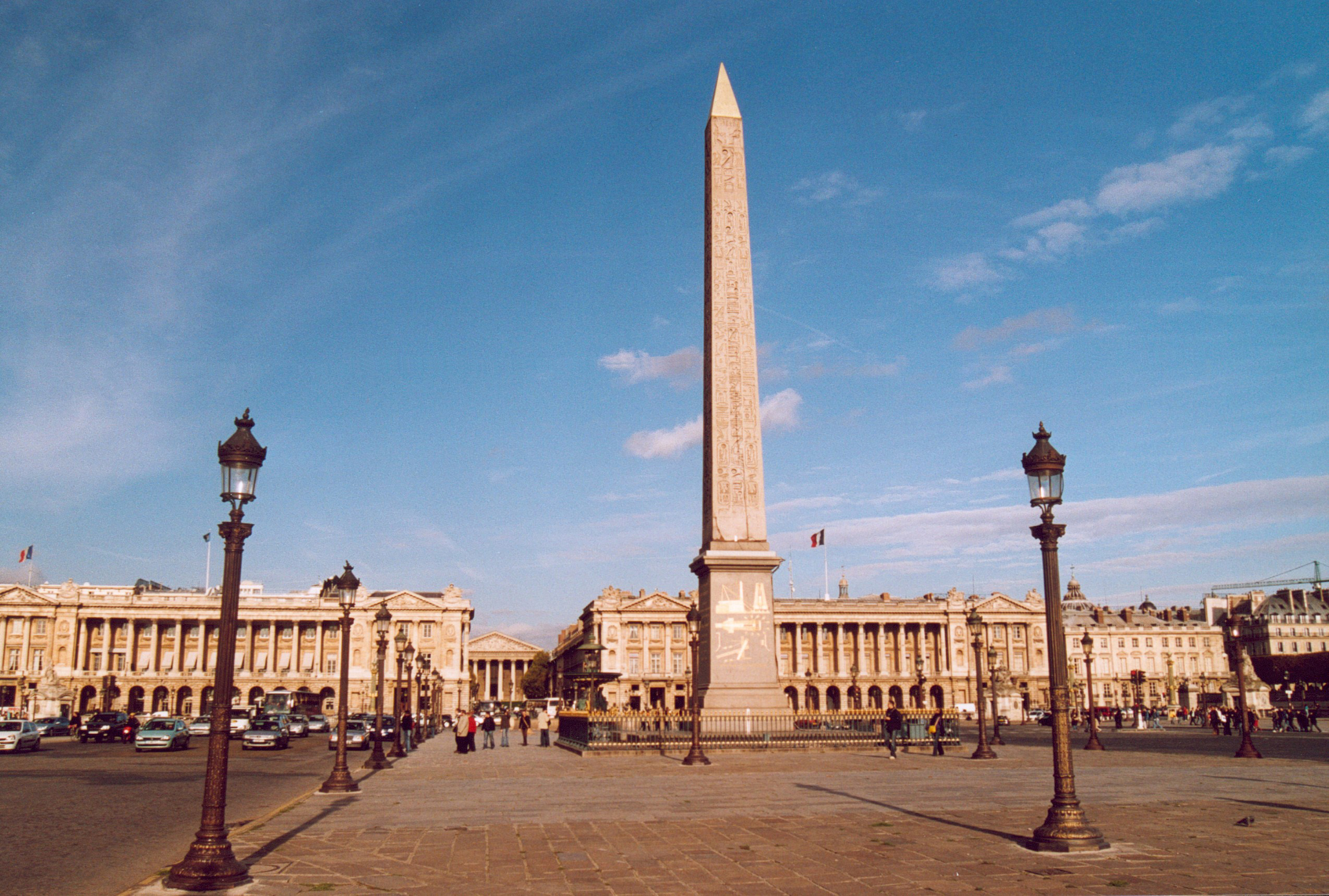
Place de la Concorde à Paris, « le plus grand ensemble ordonnancé de l’architecture parisienne » selon Alexandre Gady[8].
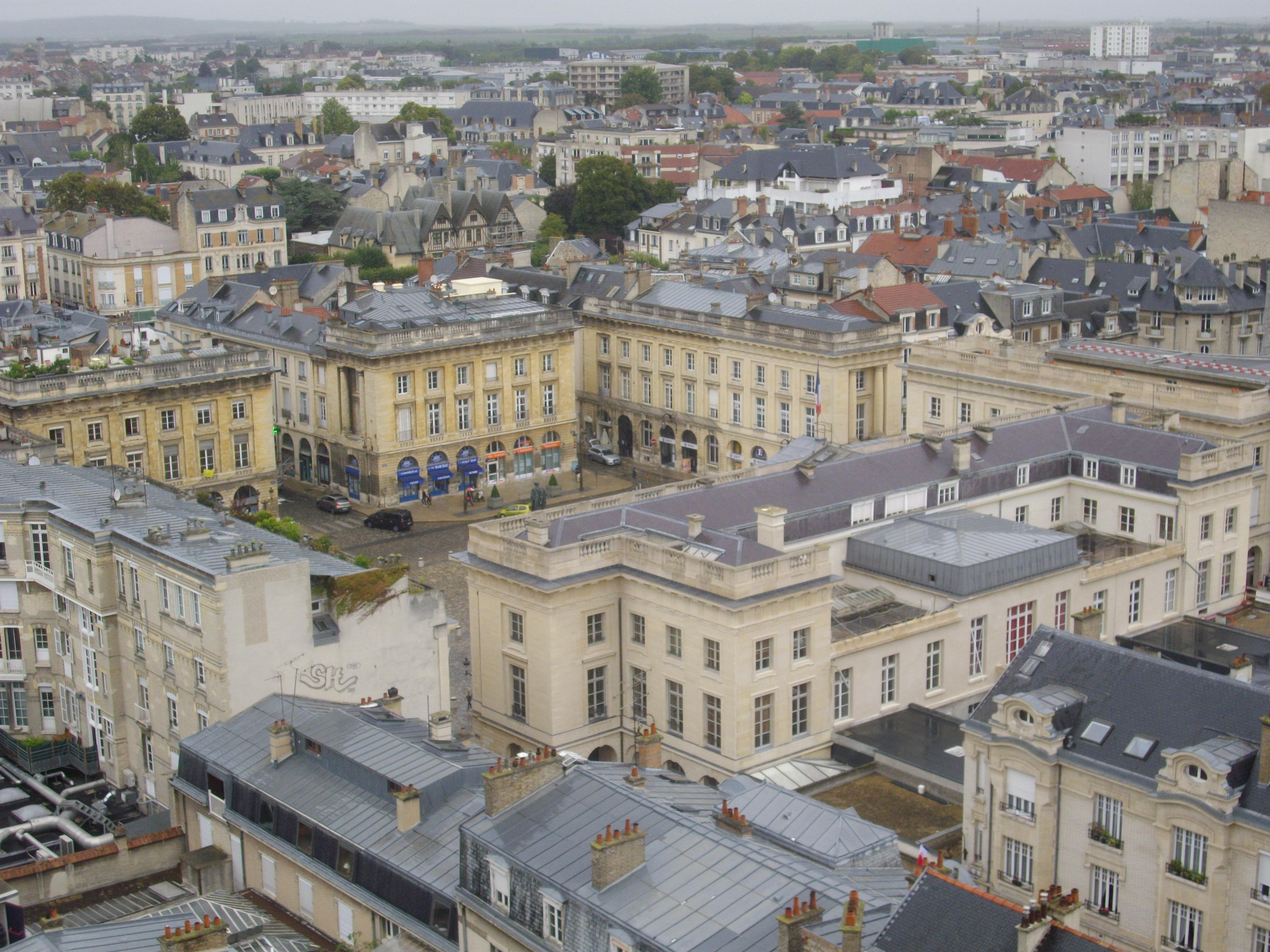
Place Royale à Reims dessinée par Jean-Gabriel Legendre.
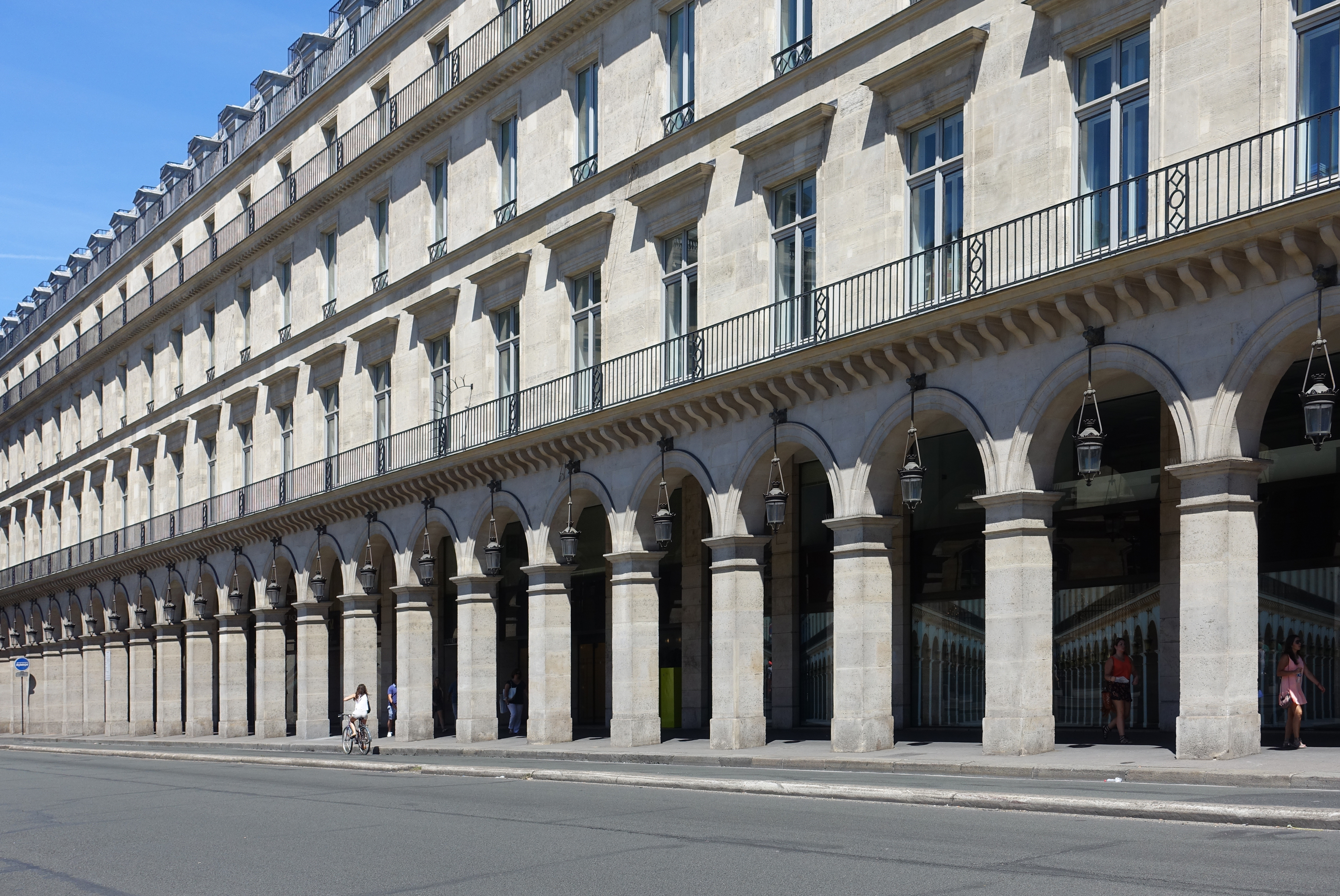
Rue de Rivoli à Paris, des architectes Percier et Fontaine.
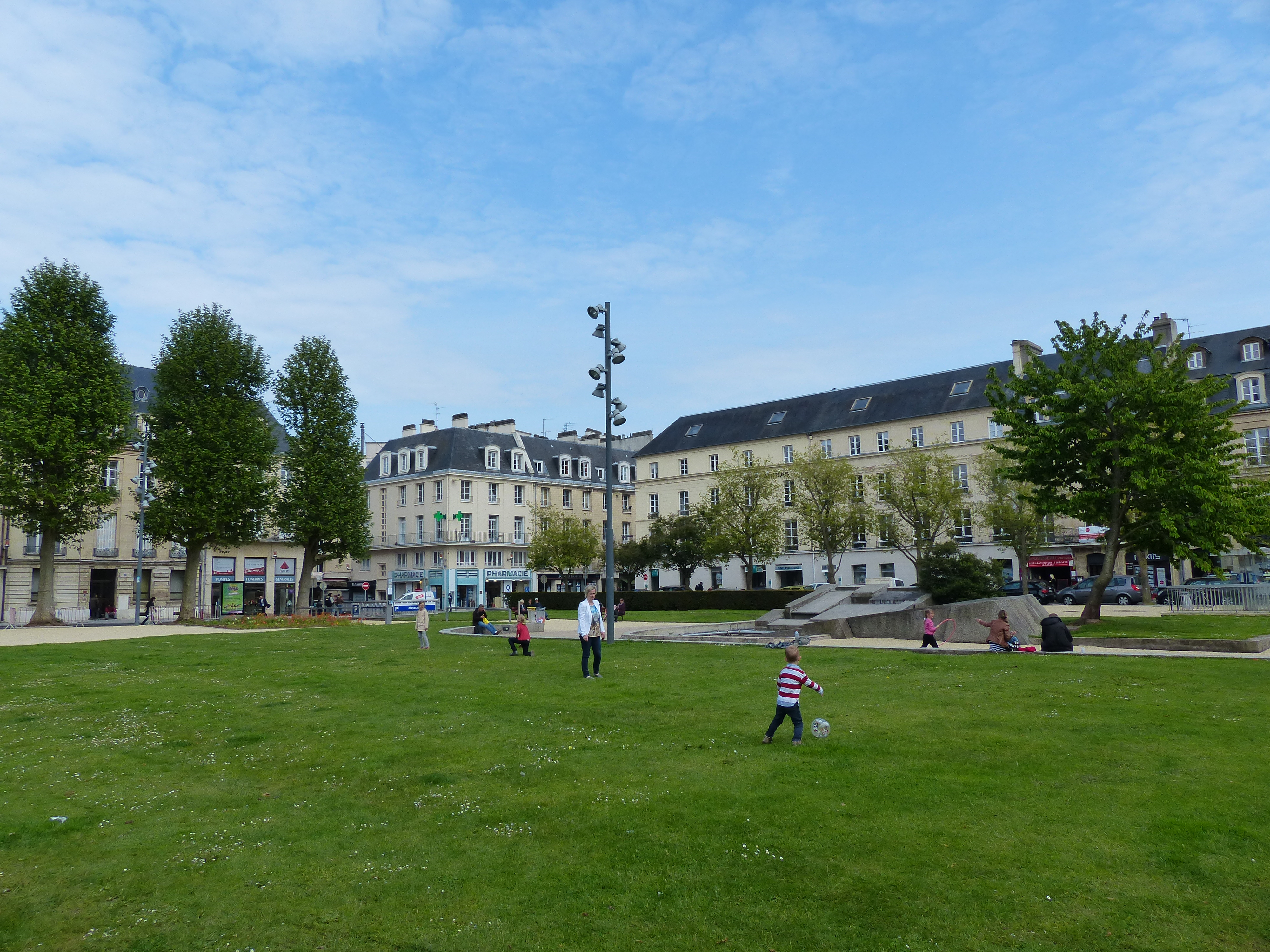
Place de la République à Caen.
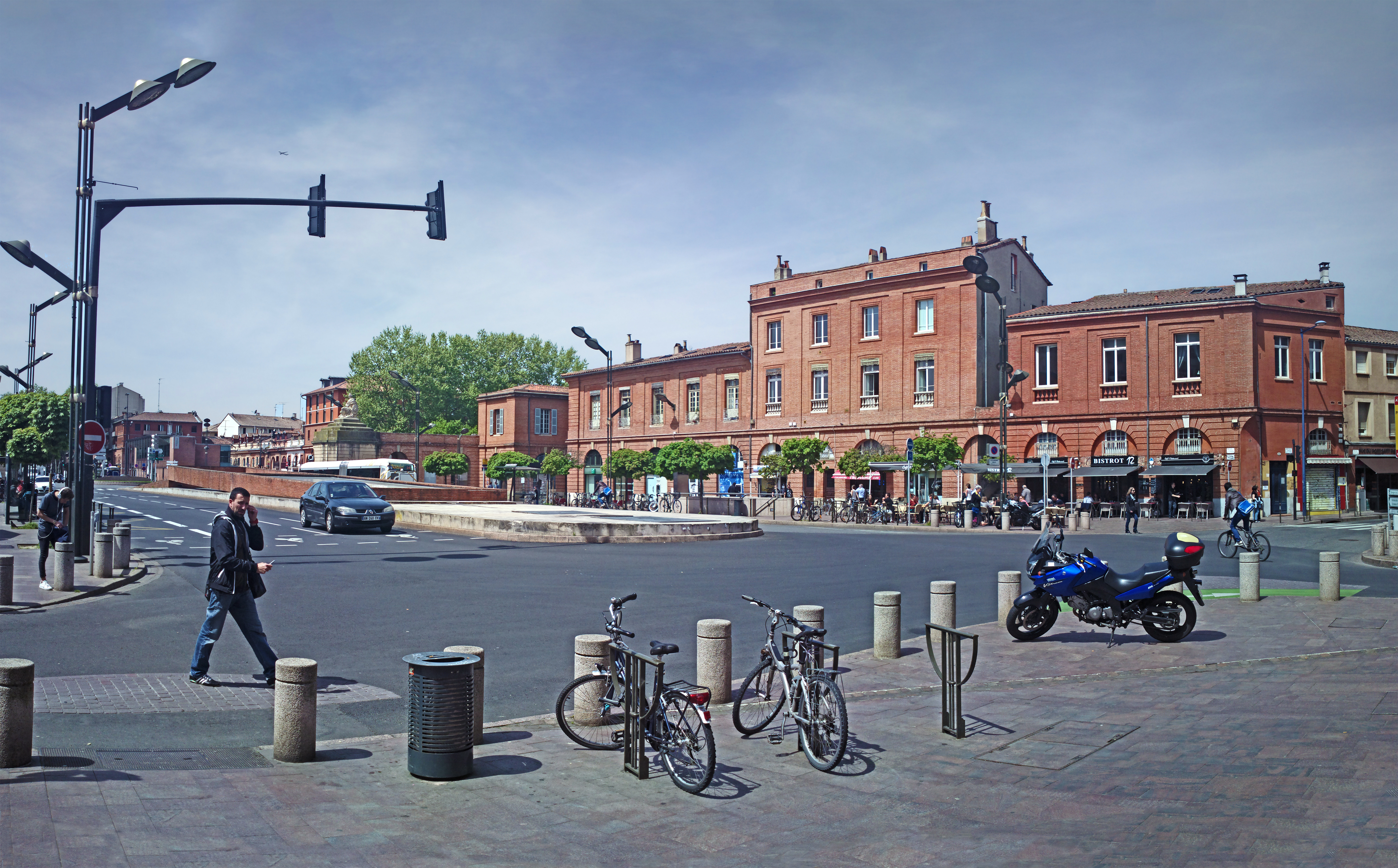
Place Saint-Cyprien, première place à programme à Toulouse[8], dessinée par Joseph-Marie de Saget.
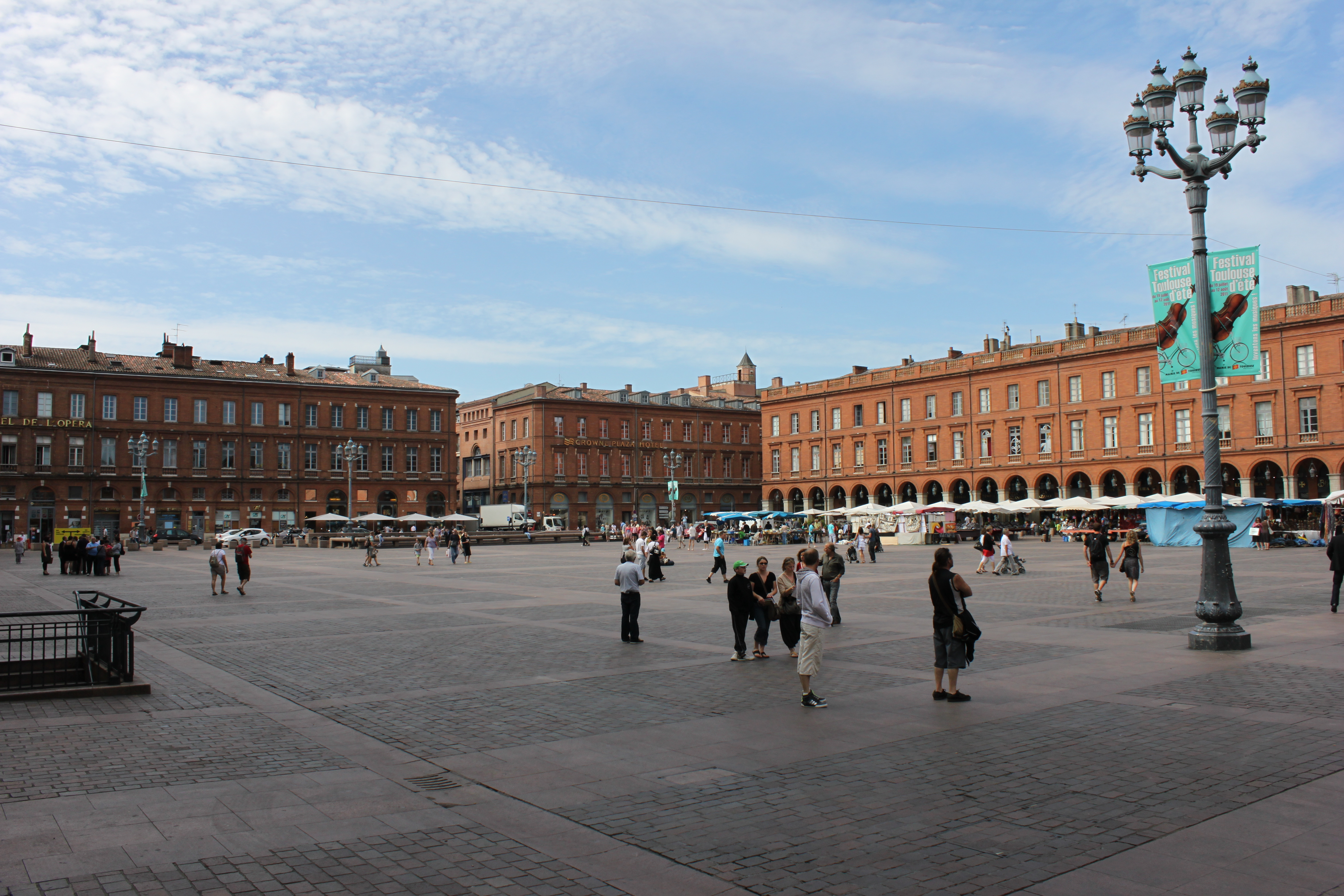
Place du Capitole à Toulouse[8].
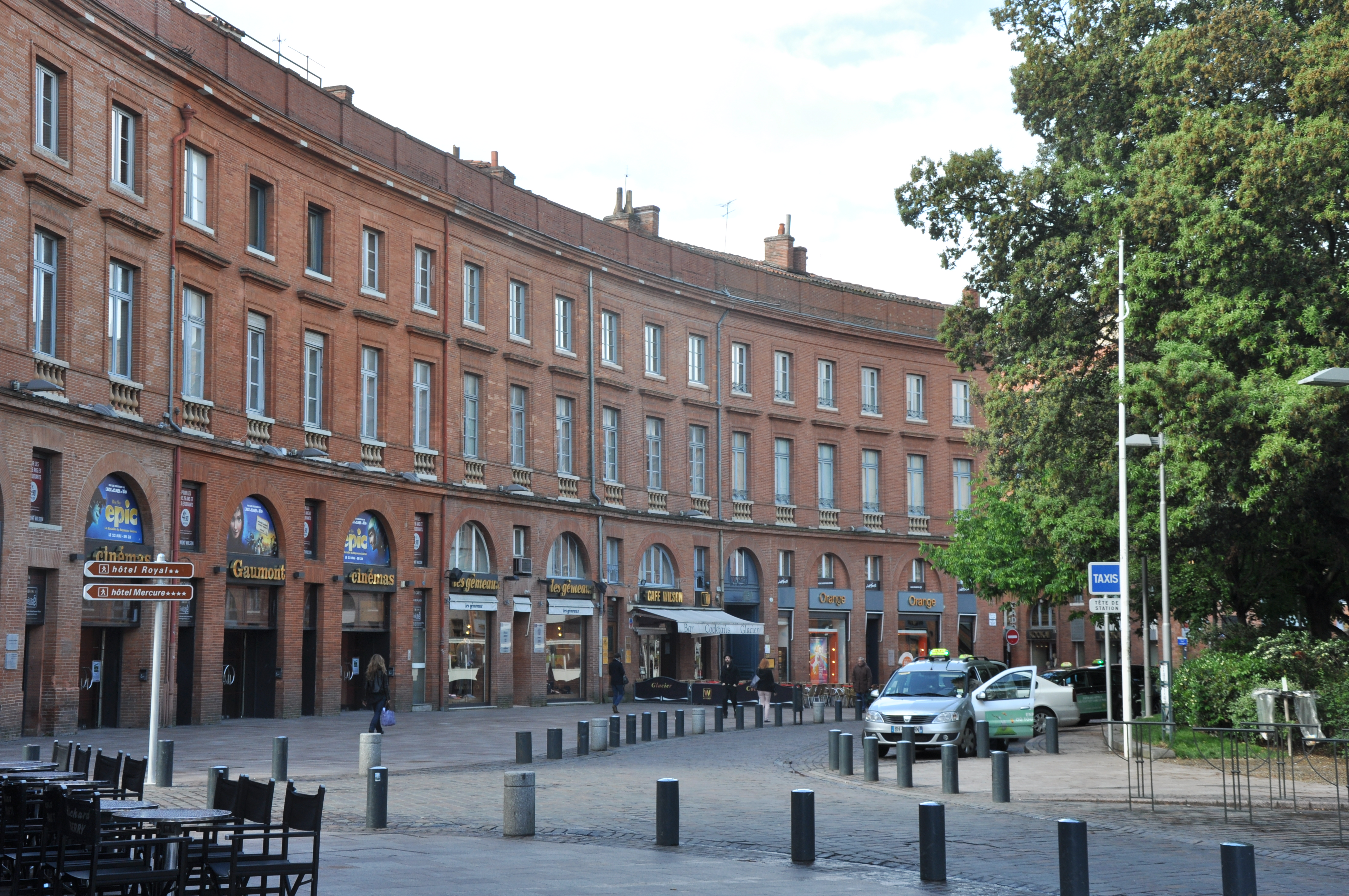
Place Wilson à Toulouse dessinée par Jacques-Pascal Virebent.
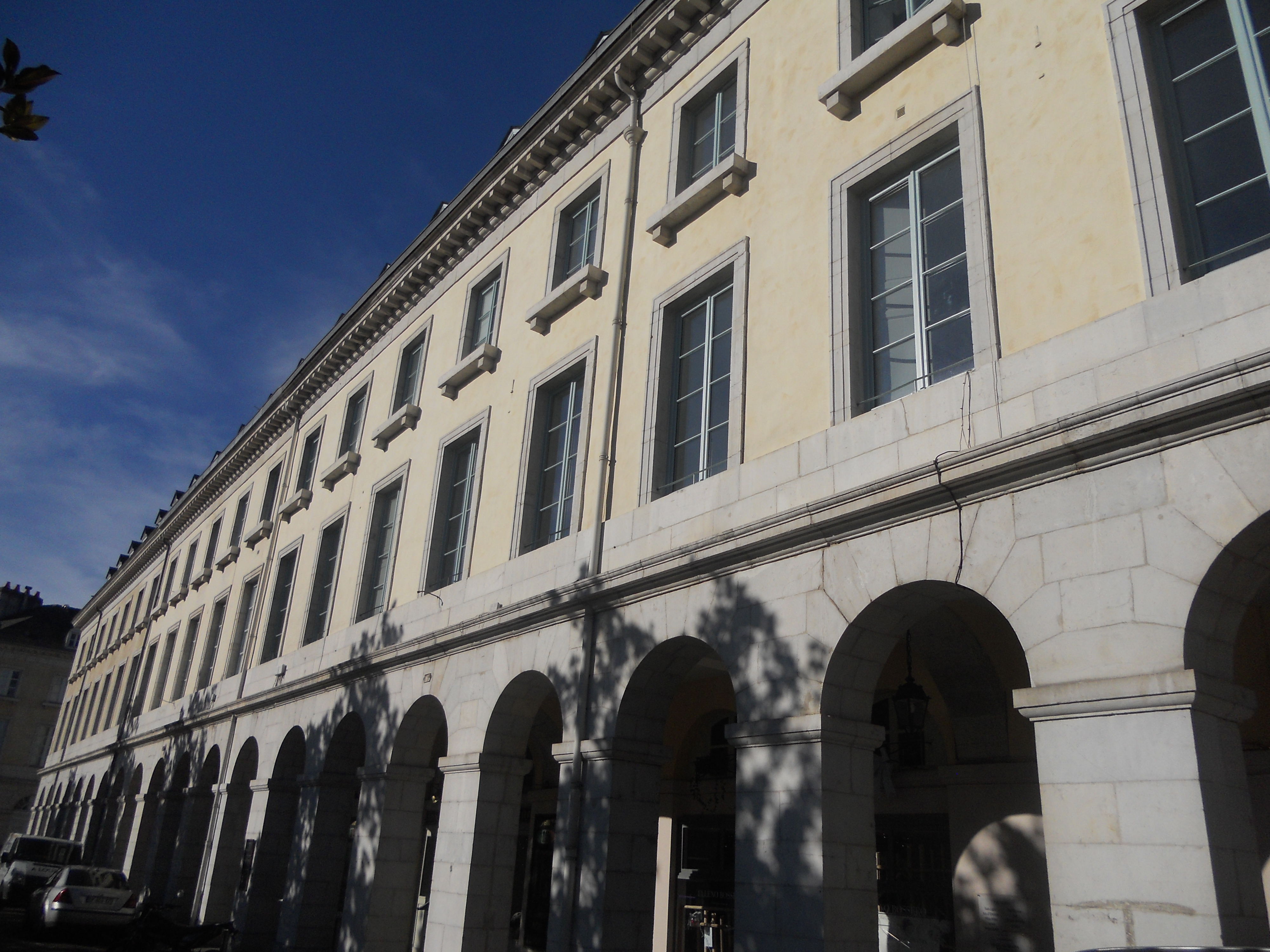
Façades de la place Gramont à Pau.
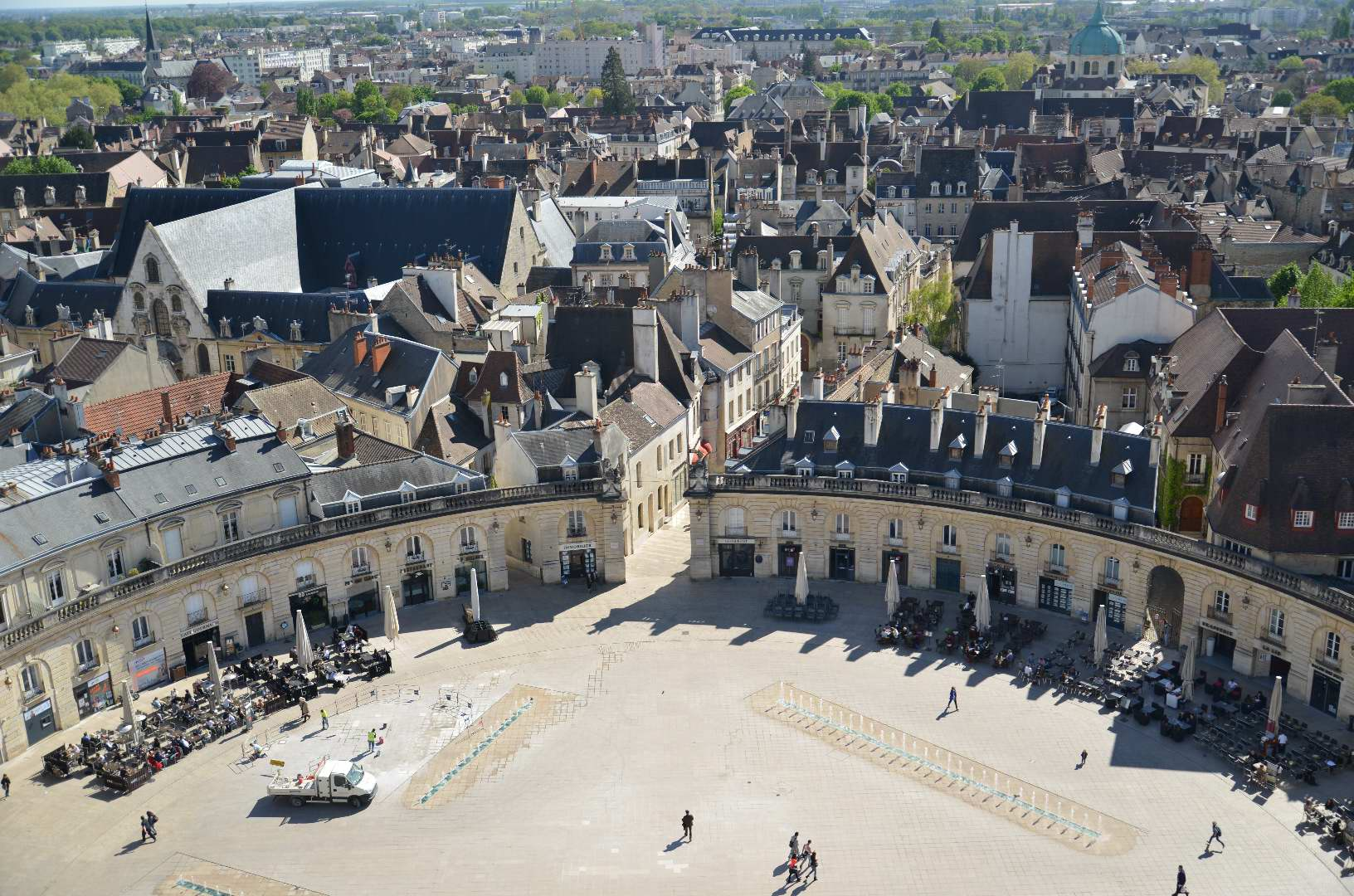
Place de la Libération à Dijon dessinée par Jules Hardouin-Mansart.
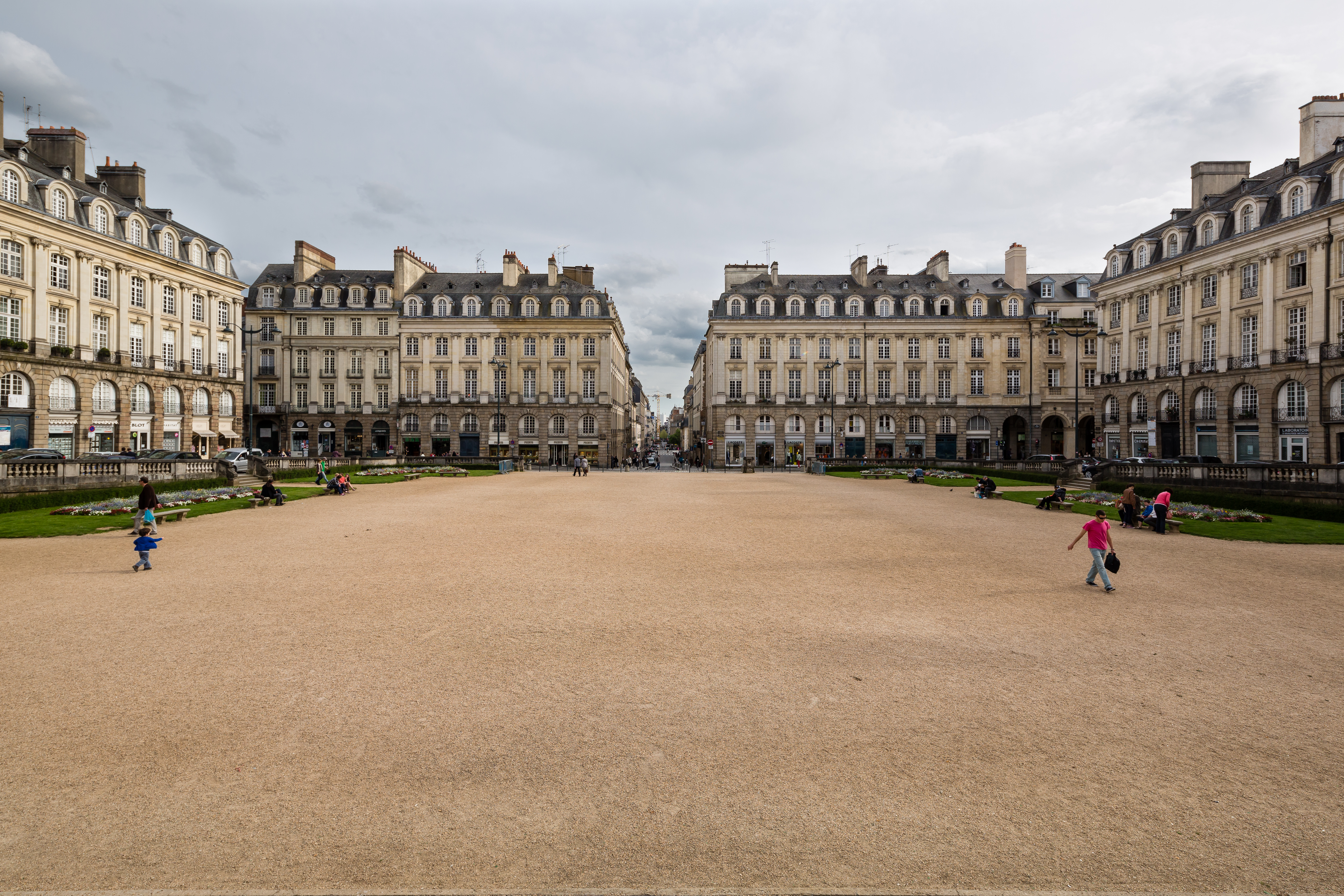
Place du Parlement-de-Bretagne à Rennes, dessinée par Jacques Gabriel.
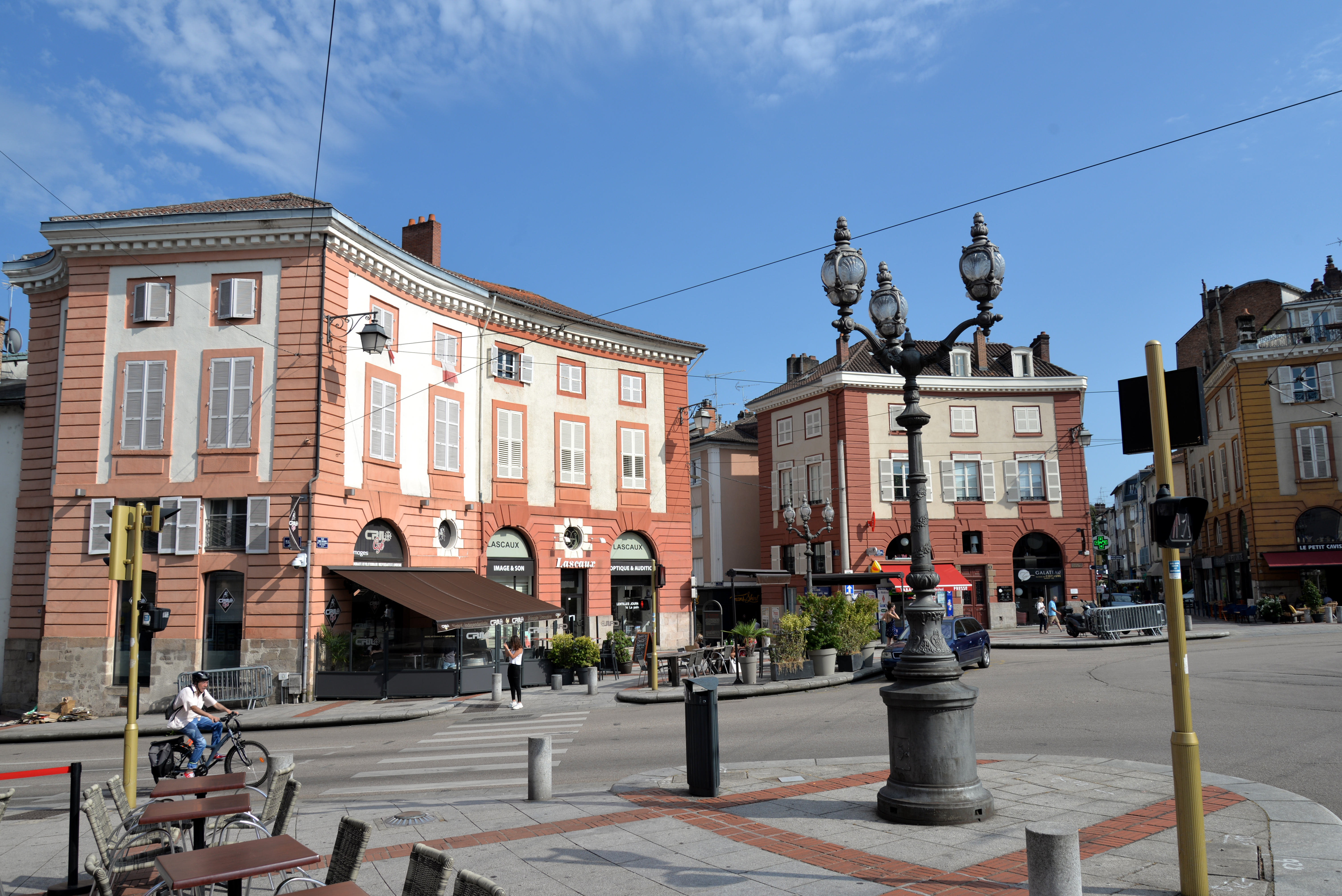
Place Denis-Dussoubs à Limoges.
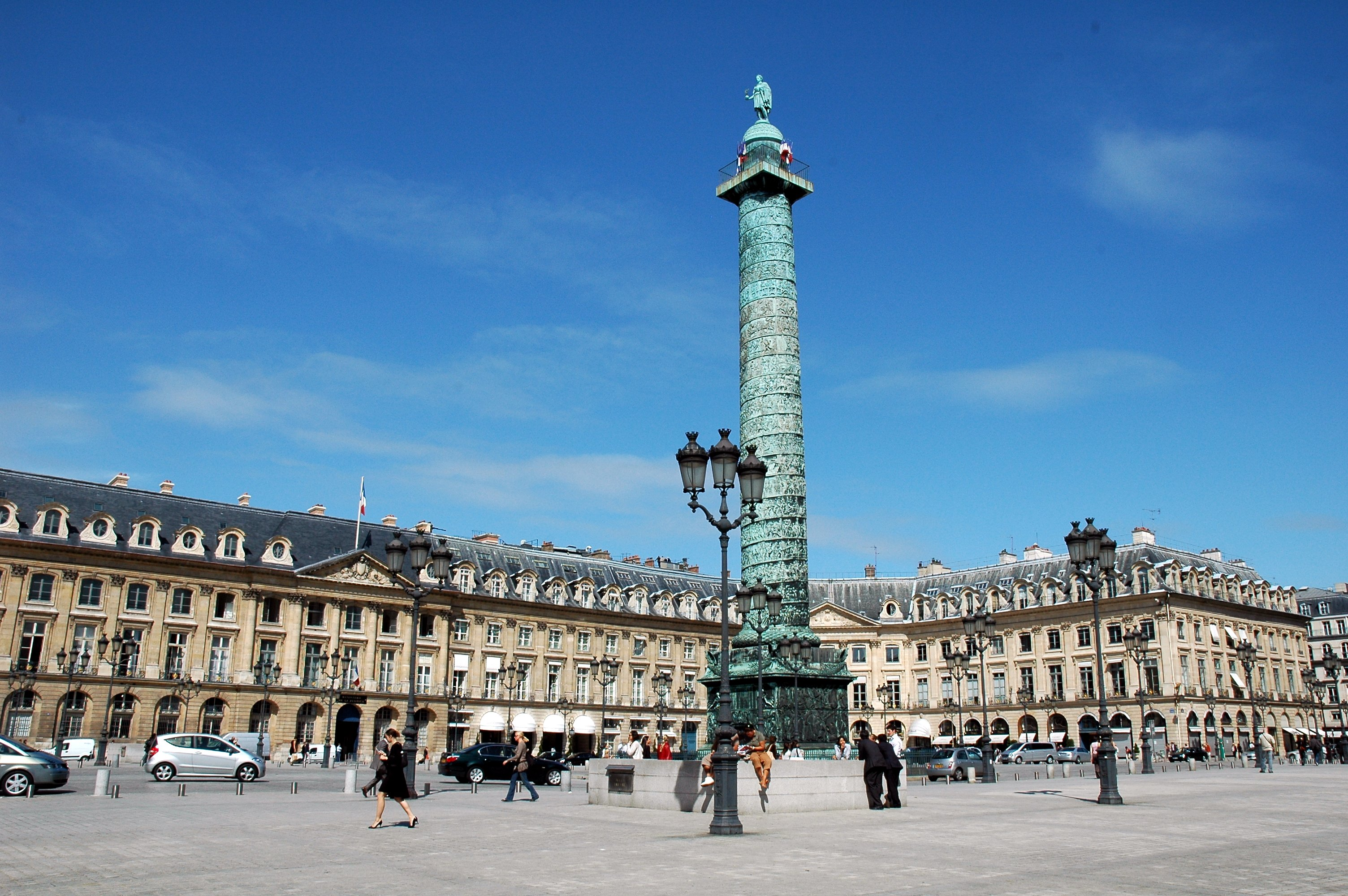
Place Vendôme à Paris, dessinée par Jules-Hardouin Mansart et qui servira de modèle à la place de la Bourse de Bordeaux.
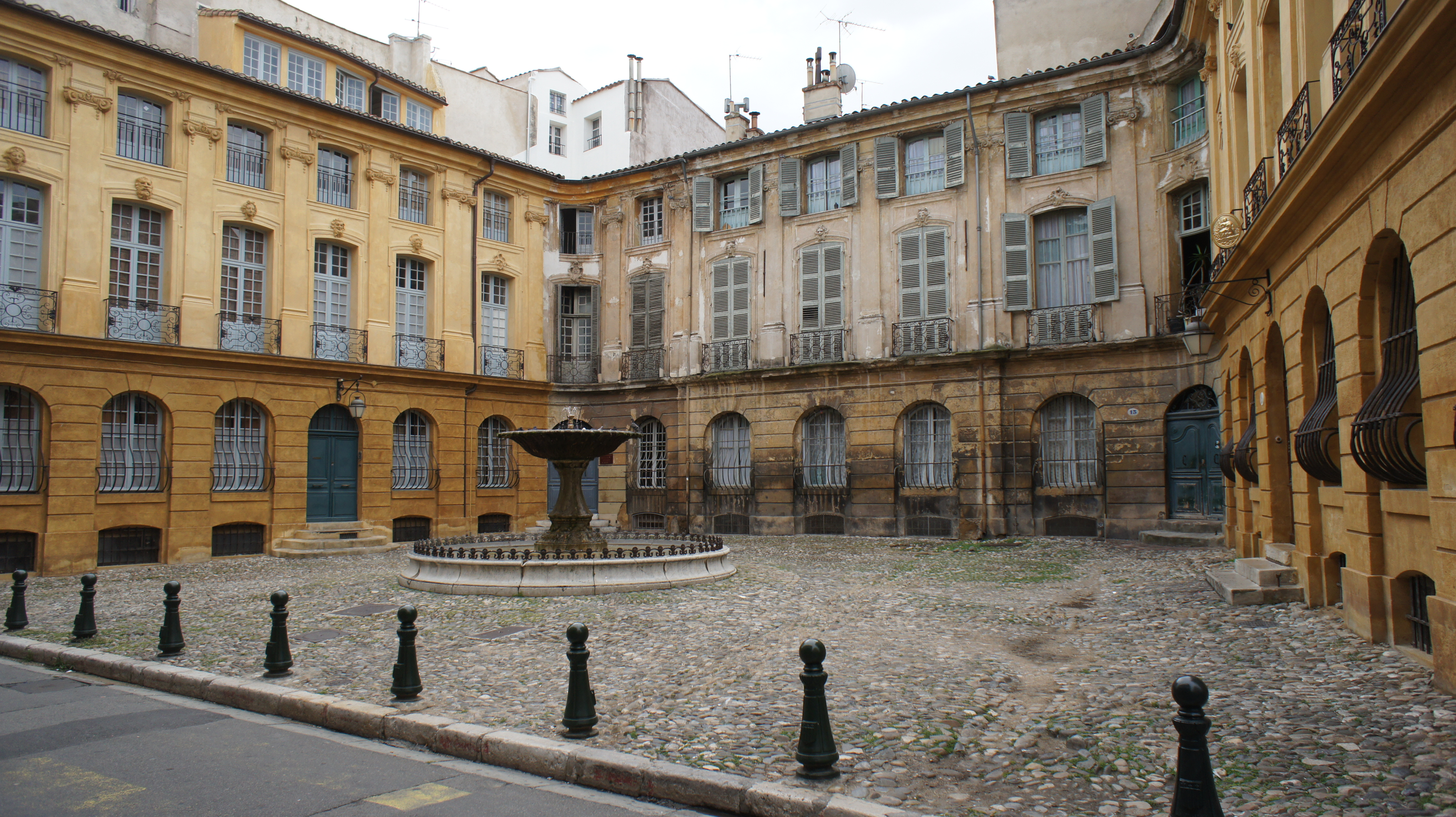
Place d'Albertas à Aix-en-Provence, dessinée par Georges Vallon.
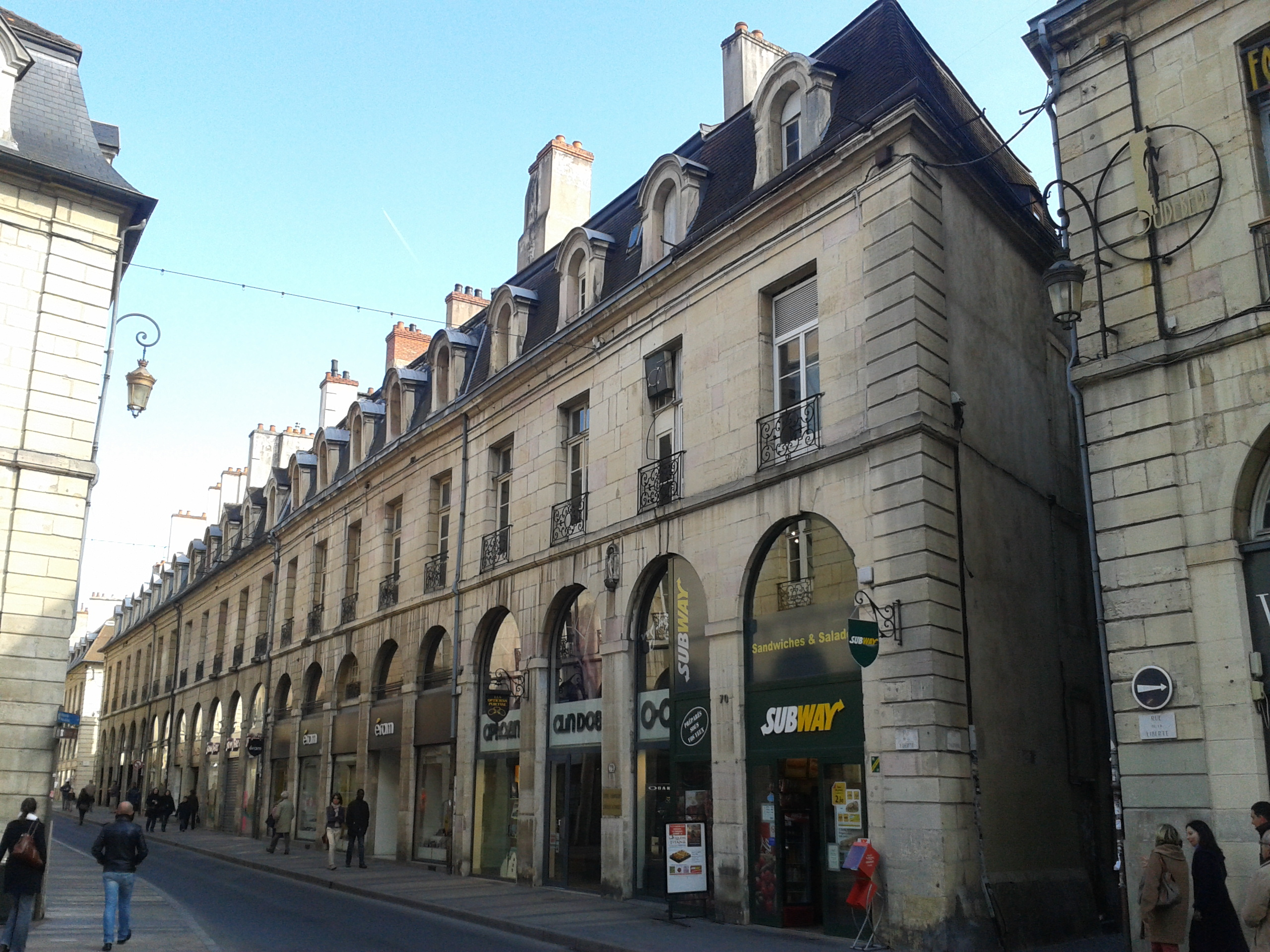
Façades ordonnancées de la rue de la Liberté à Dijon, très semblable à celles de la place Gambetta à Bordeaux.
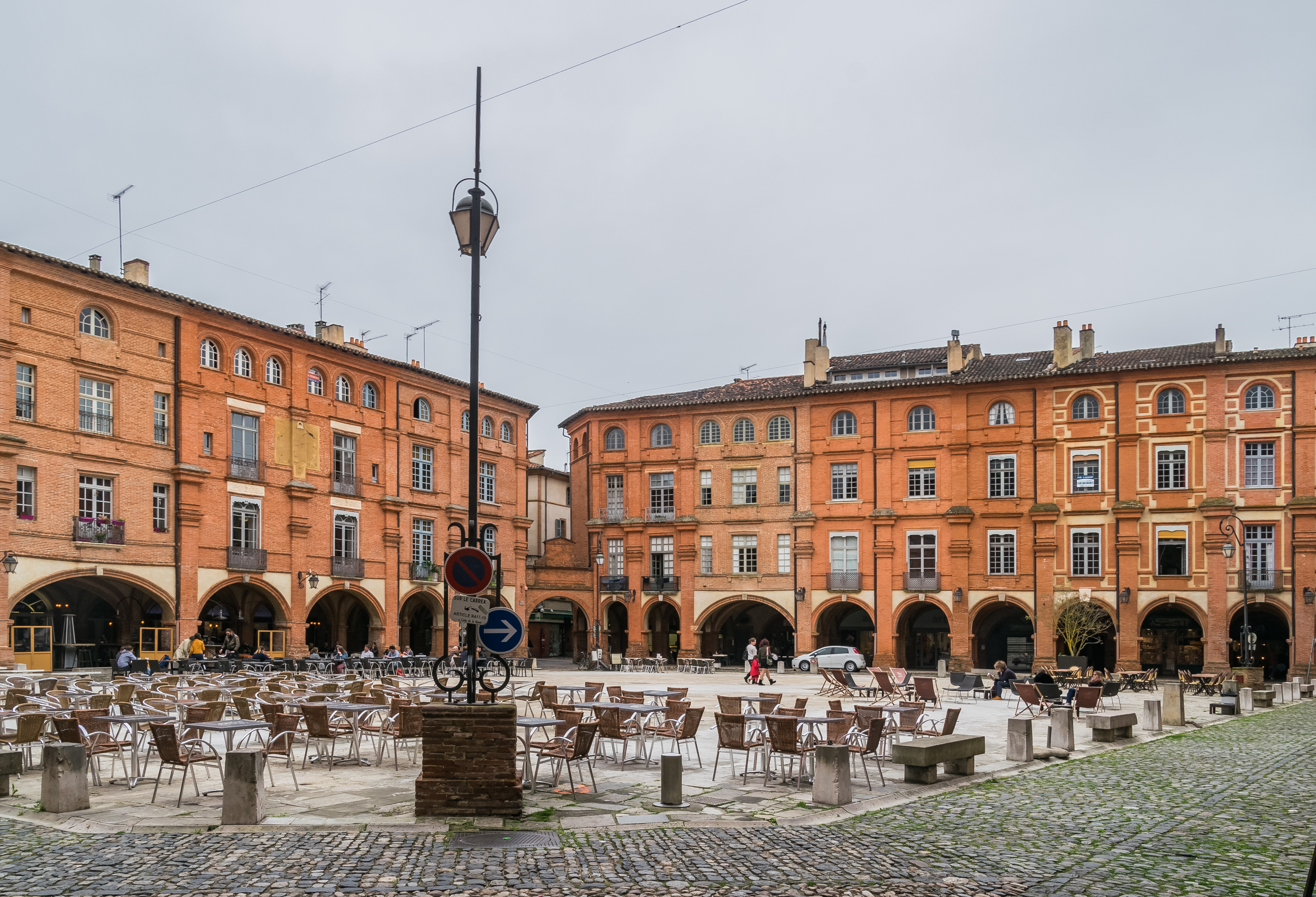
Place Nationale à Montauban, dessinée par Pierre Levesville puis Claude Pacot.

## Exemples en Europe
Des exemples d'architecture ordonnancée existent dans d'autres pays, et en particulier le modèle de la place Royale s'est répandu en Europe dans la seconde moitié du XVIIIe siècle.

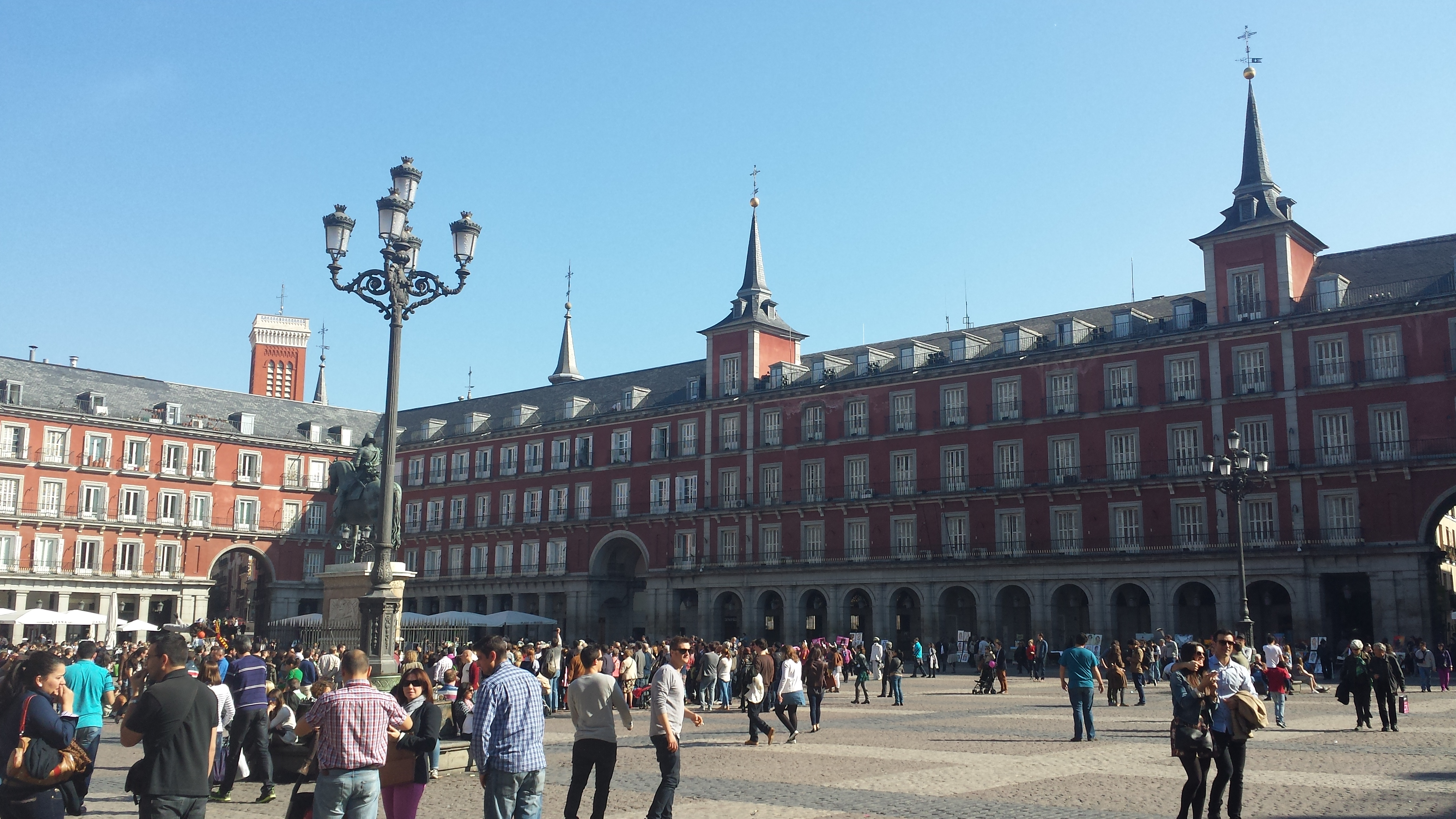
Plaza Mayor de Madrid.
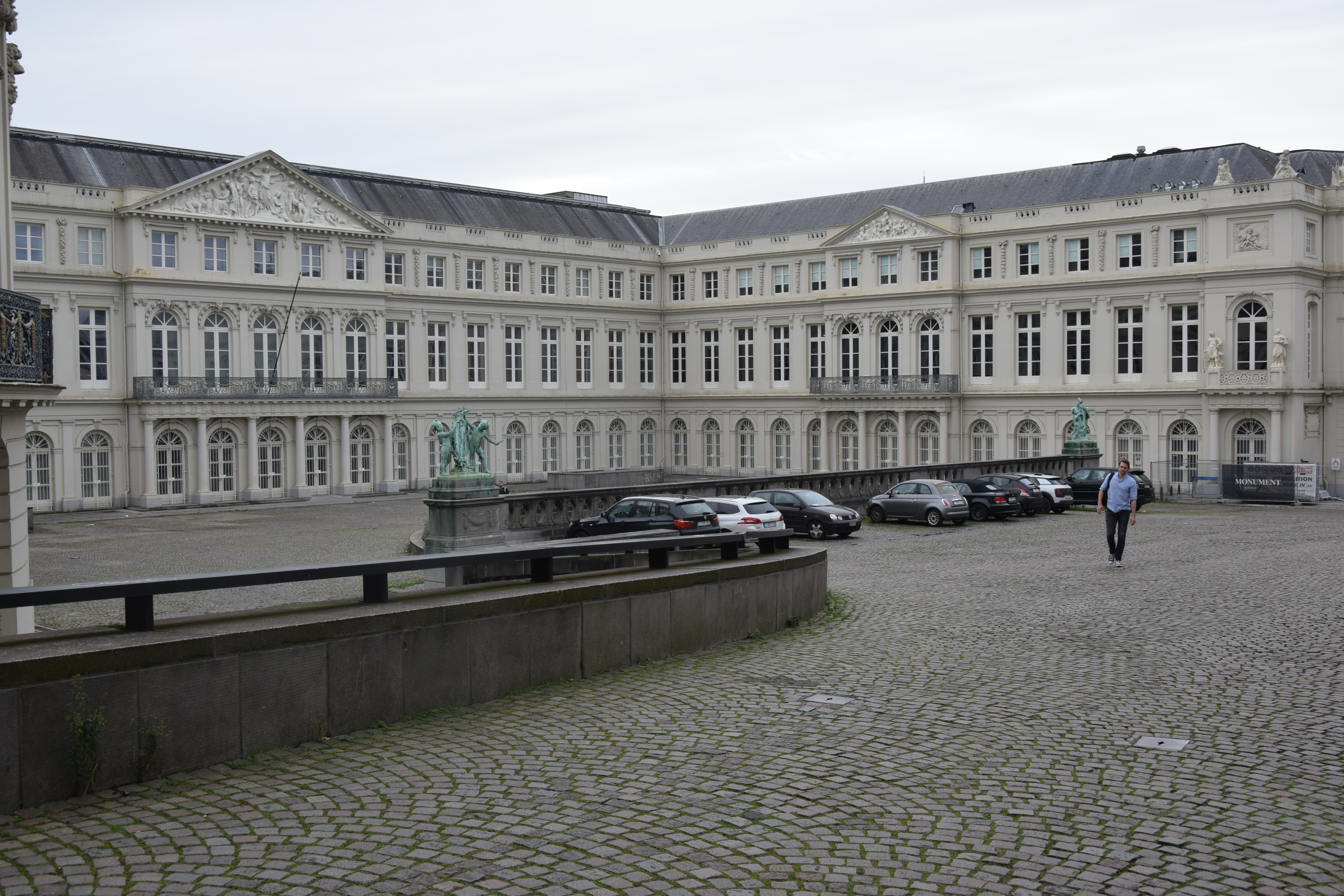
Place Royale à Bruxelles.
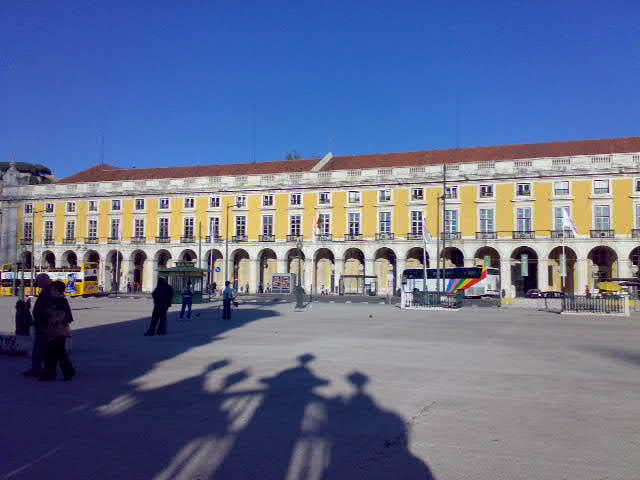
Praça do Comércio à Lisbonne.
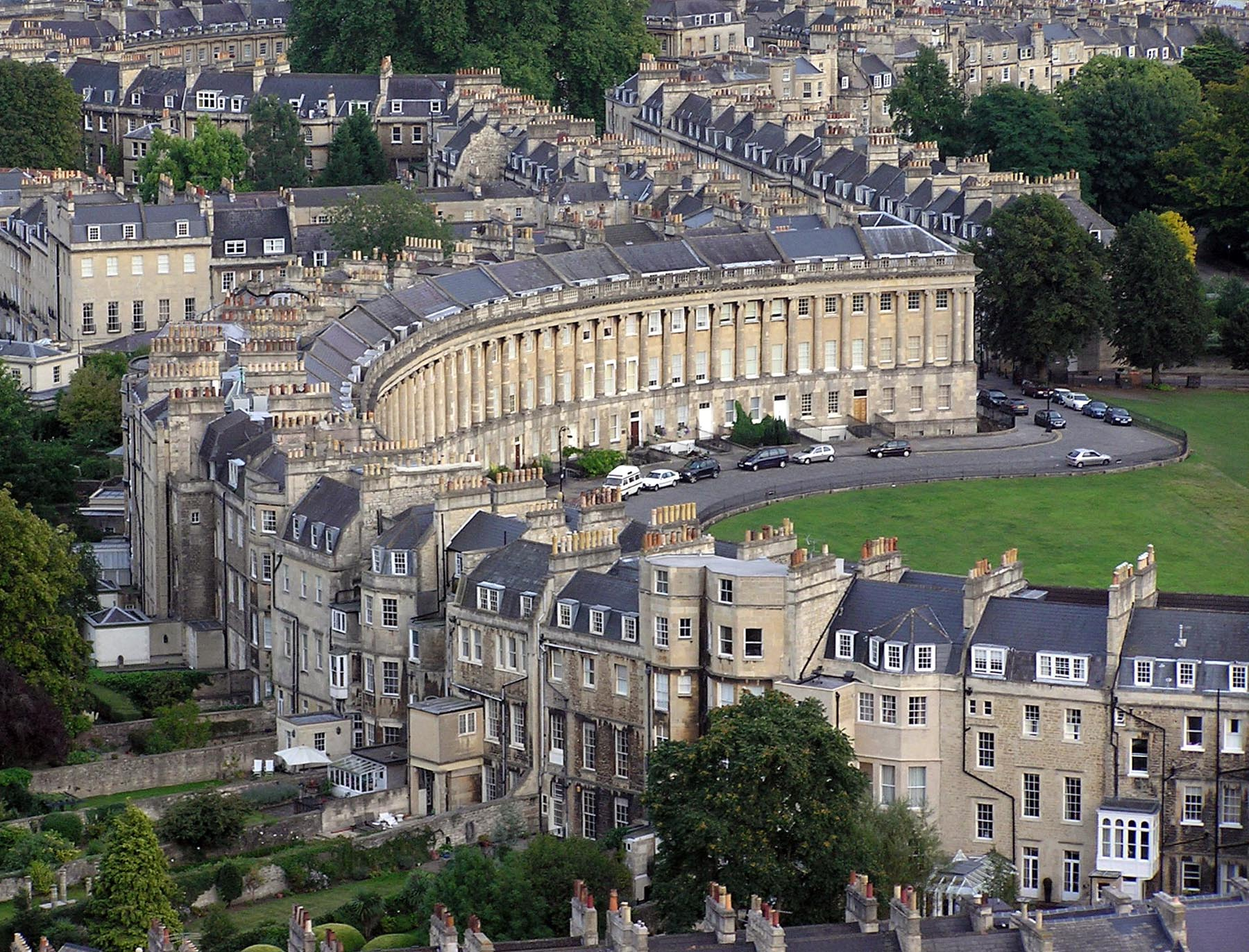
Le Royal Crescent, à Bath.

## Exemples dans le monde

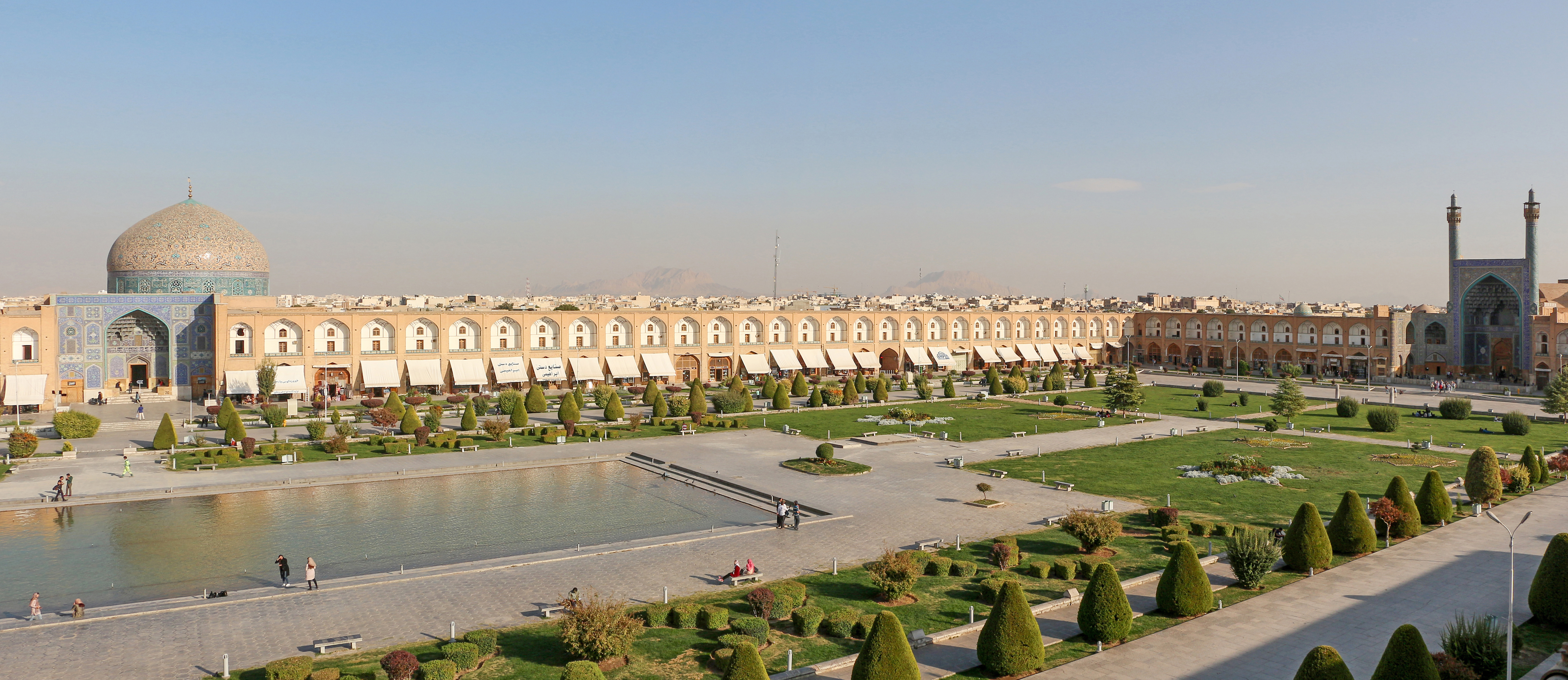
Place Naghch-e Djahan (XVIIe siècle) en Iran.